# Le Prince
Il Principe ou De Principatibus
Pour les articles homonymes, voir Le Prince (homonymie).
Cet article possède des paronymes, voir Prince et Leprince.
Le Prince, traduction française de l'ouvrage Il Principe ou De Principatibus est un traité politique écrit au début du XVIe siècle par Nicolas Machiavel, homme politique et écrivain florentin, qui montre comment devenir prince et le rester, analysant des exemples de l'histoire antique et de l'histoire italienne de l'époque. Parce que l'ouvrage ne donnait pas de conseils moraux au prince comme les traités classiques adressés à des rois, et qu'au contraire il conseillait dans certains cas des actions contraires aux bonnes mœurs, il a été souvent accusé d'immoralisme, donnant lieu à l'épithète machiavélique. Cependant, l'ouvrage a connu une grande postérité et a été loué et analysé par de nombreux penseurs.

## Genèse de l'oeuvre

### Circonstances d'écriture

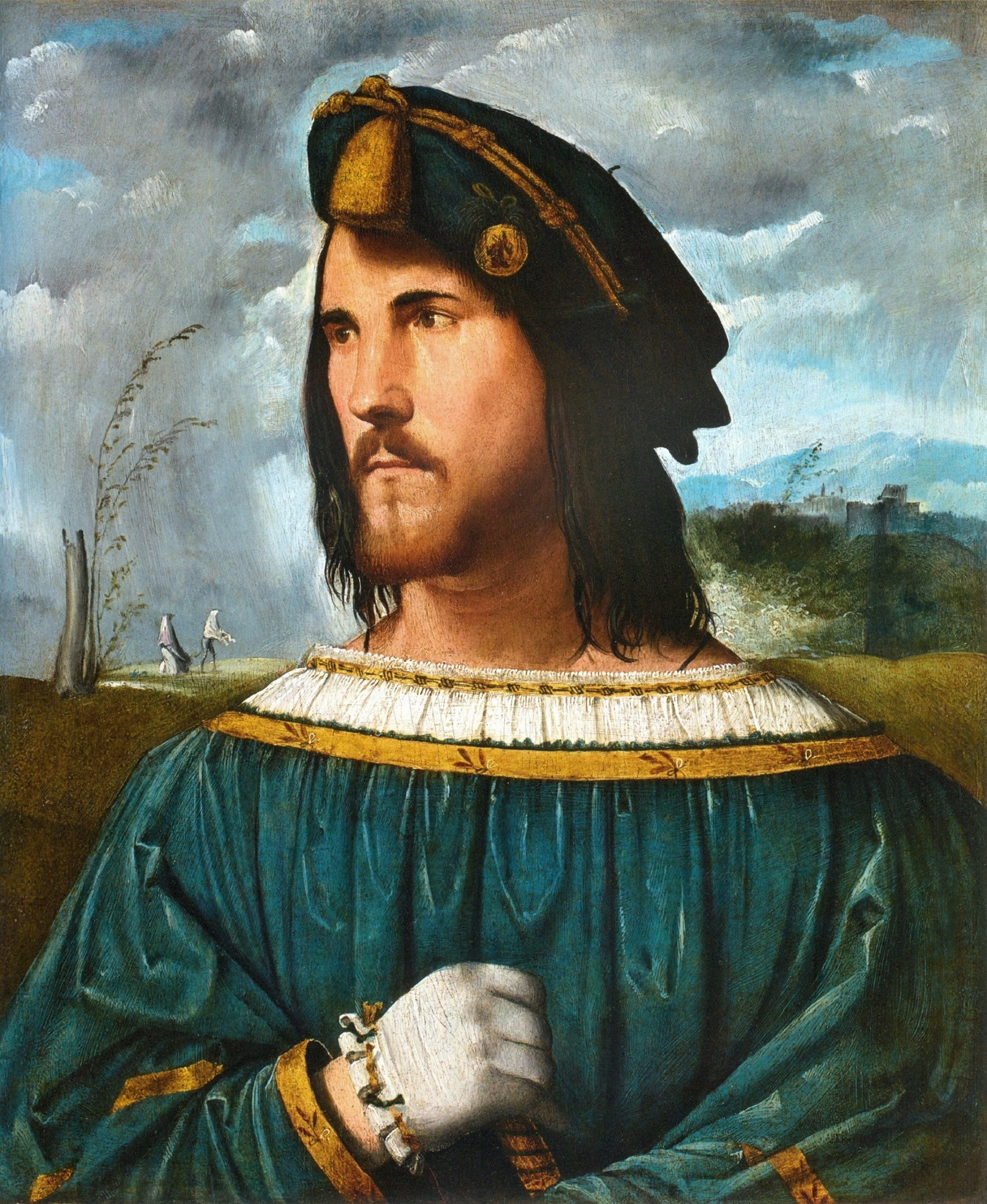
Portrait de gentilhomme dit César Borgia, Altobello Melone, 1500–1524, huile sur toile.

De 1498 à 1512, Machiavel est employé comme fonctionnaire de la République de Florence, notamment comme légat auprès de puissances étrangères comme la France, l'Allemagne ou de personnalités telles que César Borgia.
En novembre 1512, quelques mois après l'instauration d'une monarchie à Florence par les Médicis, il est déchu de sa charge ; en décembre, après la découverte d'un complot républicain ourdi par ses amis, il est emprisonné puis exilé dans sa métairie de Sant’Andrea in Percussina. C'est là qu'il écrit Le Prince. La rédaction en est presque achevée en décembre 1513, comme en témoigne la lettre que Machiavel adresse à son ami Francesco Vettori :

« Le soir venu, […] je pénètre dans le sanctuaire antique des grands hommes de l'Antiquité […]. Je ne crains pas de m'entretenir avec eux, et de leur demander compte de leurs actions. Ils me répondent avec bonté ; et pendant quatre heures j'échappe à tout ennui, j'oublie tous mes chagrins, je ne crains plus la pauvreté, et la mort ne saurait m'épouvanter ; je me transporte en eux tout entier. Et comme le Dante a dit : Il n'y a point de science si l'on ne retient ce qu'on a entendu, j'ai noté tout ce qui dans leurs conversations, m'a paru de quelque importance, j'en ai composé un opuscule de Principatibus, dans lequel j'aborde autant que je puis toutes les profondeurs de mon sujet, recherchant quelle est l'essence des principautés, de combien de sortes il en existe, comment on les acquiert, comment on les maintient, et pourquoi on les perd. »

Mais, dans cette même lettre, il annonce que le travail n'est pas encore fini.
L'ouvrage dans son ensemble aurait été composé entre juillet et décembre 1513, avec quelques ajouts ou retouches postérieures, comme la dédicace écrite entre 1515 et 1516. L'ouvrage est imprimé pour la première fois en 1532, après la mort de Machiavel (1527).

### Fonction

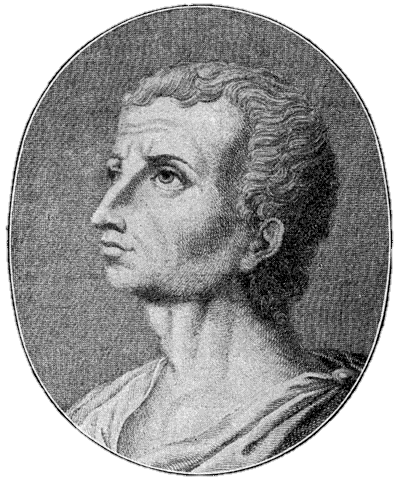
Tite-Live.

La fonction de l'écriture du Prince, pour Machiavel, est discutée par la critique : alors qu'il était admis classiquement que l'ouvrage était issu d'une inspiration soudaine, pour rentrer dans la faveur de la monarchie, Claude Lefort le considère comme un travail de longue haleine, issu de l'expérience pratique de Machiavel, de sa lecture des historiens antiques, ainsi que de la lecture de la Politique d’Aristote[réf. nécessaire].
Il appuie ses propos, tout d'abord, sur la lettre à Vettori : « Quant à mon ouvrage, s'ils [les Médicis] prenaient la peine de le lire, ils verraient que je n'ai employé ni à dormir ni à jouer les quinze années que j'ai consacrées à l'étude des affaires de l'État » ; ensuite sur les rapports diplomatiques de Machiavel, ébauches de la pensée globale du Prince ; et enfin, sur la dédicace de l'ouvrage où Machiavel ne se fixe pas pour but de flatter le prince mais d'établir une pensée politique appuyée sur l'Histoire : « Vous ne trouverez dans cet ouvrage, ni un style brillant et pompeux, ni aucun de ces ornements dont les auteurs cherchent à embellir leurs écrits. Si cette œuvre vous est agréable, ce sera uniquement par la gravité et la matière du sujet ».
De même, alors que la rédaction du Prince était considérée comme entrecoupant dans le temps celle des Discours sur la première décade de Tite-Live, Lefort, s'appuyant sur une étude de Hans Baron, considère le Prince comme antérieur aux Discours et notamment, la phrase du deuxième chapitre qui fait allusion à un ouvrage sur les républiques serait un ajout postérieur à la première rédaction du Prince. Ainsi, Claude Lefort donne à l'ouvrage le double statut de pensée profonde et de pensée première.

## Résumé
Écrit en italien, l'ouvrage comporte 26 chapitres.
Dans le premier chapitre, les différents États sont classés selon deux grands types : les républiques et les monarchies, ces dernières étant soit héréditaires, soit nouvelles. À cette occasion, l'essai évoque les événements récents qui agitent l'Italie au Quattrocento, notamment les agissements de César Borgia pour s'installer en Romagne et les intrigues des Sforza dans le Milanais visant à évincer les Visconti.
Dans les chapitres II à XI, l'auteur étudie les différents moyens de conquérir le pouvoir et de le conserver.
Dans les chapitres XII à XIV, les questions militaires sont abordées, Machiavel se prononce notamment en faveur d'une conscription nationale au détriment de l'usage de mercenaires, qui sont davantage susceptibles de se retourner contre l’autorité princière.
Les chapitres XV à XXIII exposent l’essentiel de ce que la postérité a interprété et retenu sous le nom de machiavélisme : des conseils relatifs à la conservation du pouvoir, dénués de morale.
Les chapitres XXIV à XXVI dévoilent les intentions de l'auteur : ces conseils doivent permettre de libérer et d’unifier l’Italie.

### Dédicace: Nicolas Machiavel à Laurent II de Médicis
Nicolaus Maclavellus ad magnificum Lavrentium Medicem : le Laurent le Magnifique dont il s'agit ici est non pas le Laurent le Magnifique mort en 1492, mais son petit-fils, duc d'Urbin, fils de Pierre et neveu de Léon X, père de Catherine de Médicis.

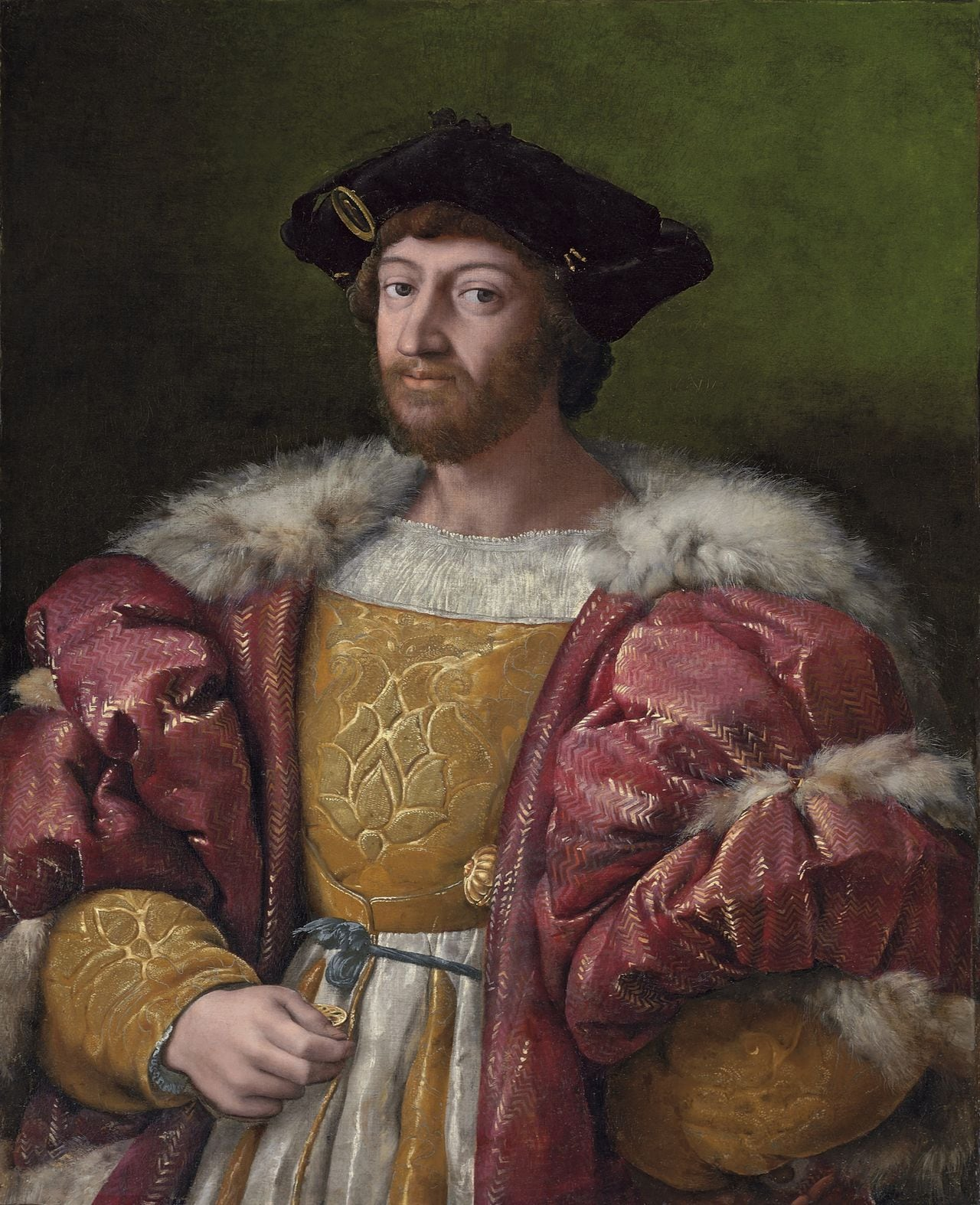
Portrait de Laurent II de Médicis, par Raphaël.

Machiavel annonce qu'il fait cadeau au prince de ce qu'il possède le mieux, c'est-à-dire la « connaissance des actions des hommes célèbres ». Il se défend d'employer pour plaire, comme de coutume, un style ampoulé :

« Vous ne trouverez dans cet ouvrage, ni un style brillant et pompeux, ni aucun de ces ornements dont les auteurs cherchent à embellir leurs écrits. Si cette œuvre vous est agréable, ce sera uniquement par la gravité et la matière du sujet. Il ne faut pas que l’on m’impute à présomption, moi un homme de basse condition, d’oser donner des règles de conduite à ceux qui gouvernent. Mais comme ceux qui ont à considérer des montagnes se placent dans la plaine, et sur des lieux élevés lorsqu’ils veulent considérer une plaine, de même, je pense qu’il faut être prince pour bien connaître la nature et le caractère du peuple, et être du peuple pour bien connaître les princes. »

### I. Combien il y a de sortes de principautés, et par quels moyens on peut les acquérir
Quot sint genera principatuum et quibus modis acquirantur
Machiavel établit une taxonomie des États : ils sont des républiques ou des principautés, et celles-ci sont héréditaires ou nouvelles. Les principautés nouvelles sont soit vraiment nouvelles, soit conquises par un prince héréditaire.
Ces principautés nouvelles étaient auparavant soit des républiques soit des principautés ; et les moyens de leur conquête ont été soit les armées du conquérant, soit des armées de mercenaires ; et soit la fortune soit la vaillance.

### II. Des principautés héréditaires
De principatibus hereditariis
Le prince héréditaire a peu de difficultés à conserver son État car il a l’appui de son peuple, ce qu'explique Machiavel :

« En effet, un prince héréditaire a bien moins de motifs et se trouve bien moins dans la nécessité de déplaire à ses sujets : il en est par cela même bien plus aimé ; et, à moins que des vices extraordinaires ne le fassent haïr, ils doivent naturellement lui être affectionnés. D’ailleurs dans l’ancienneté et dans la longue continuation d’une puissance, la mémoire des précédentes innovations s’efface ; les causes qui les avaient produites s’évanouissent : il n’y a donc plus de ces sortes de pierres d’attente qu’une révolution laisse toujours pour en appuyer une seconde. »

### III. Des principautés mixtes
De principatibus mixtis

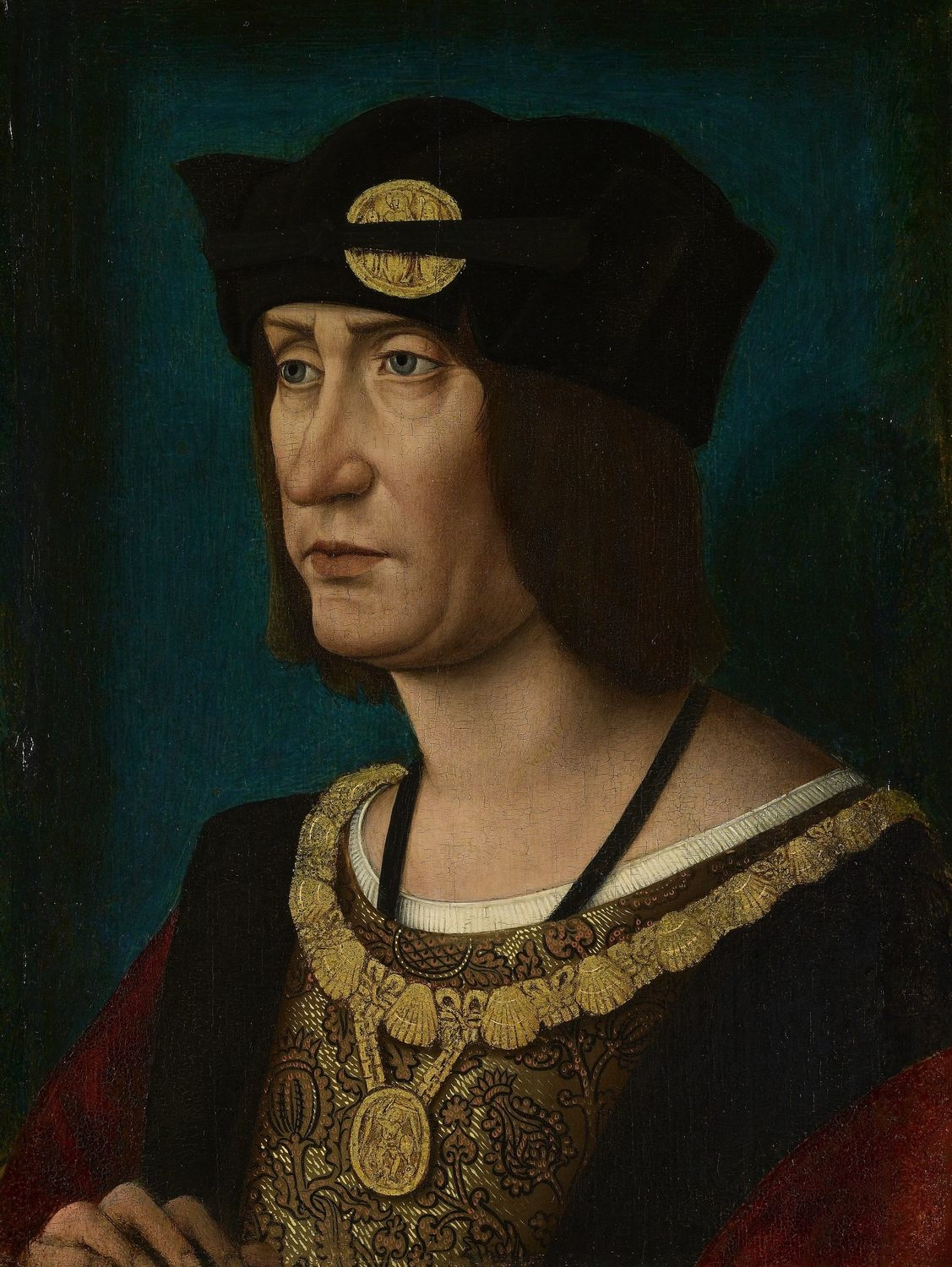
Louis XII.

La principauté mixte est une principauté nouvelle « ajoutée comme un membre à une autre ». Le statut du prince est alors difficile, car il a pour ennemis à la fois ceux qui avaient avantage à l’ordre ancien et ceux qui l’ont aidé à la conquête et envers lesquels il n’est ni en mesure de tenir ses promesses, ni en mesure de les attaquer car « quelque puissance qu’un prince ait par ses armées, il a toujours besoin, pour entrer dans un pays, d’être aidé par la faveur des habitants », comme le montre l'exemple de Louis XII vite chassé du Milanais.
Machiavel prodigue alors ses conseils. Si l’État conquérant est proche de l’État conquis, « pour les posséder en sûreté, il suffit d’avoir éteint la race du prince qui était le maître ; et si, dans tout le reste, on leur laisse leur ancienne manière d’être, comme les mœurs y sont les mêmes, les sujets vivent bientôt tranquillement ». Sinon, l’entreprise est plus délicate : le prince doit alors vivre dans sa nouvelle possession, pour réprimer les révoltes, empêcher les débordements des officiers, se faire aimer ou craindre par son peuple, résister aux attaques d'un autre État ; il doit aussi implanter des colonies, qui maintiendront l'influence de ses anciens États sur le nouveau et, n'étant nuisibles qu'aux quelques personnes qui seront délogées, ne représentant « qu’une très-faible partie de la population », les colons seront donc bien accueillis; cela évite d'entretenir une armée, qui à la fois est coûteuse et déplaît au peuple. À propos des relations avec les pays de la contrée de la principauté conquise, le prince doit s'allier avec les États faibles, sans pour autant augmenter leur force, et combattre avec leur aide les États puissants.

### IV. Pourquoi les États de Darius, conquis par Alexandre, ne se révoltèrent point contre les successeurs du conquérant après sa mort
Cur Darii regnum quod Alexander occupaverat a successoribus suis post Alexandri mortem non defecit

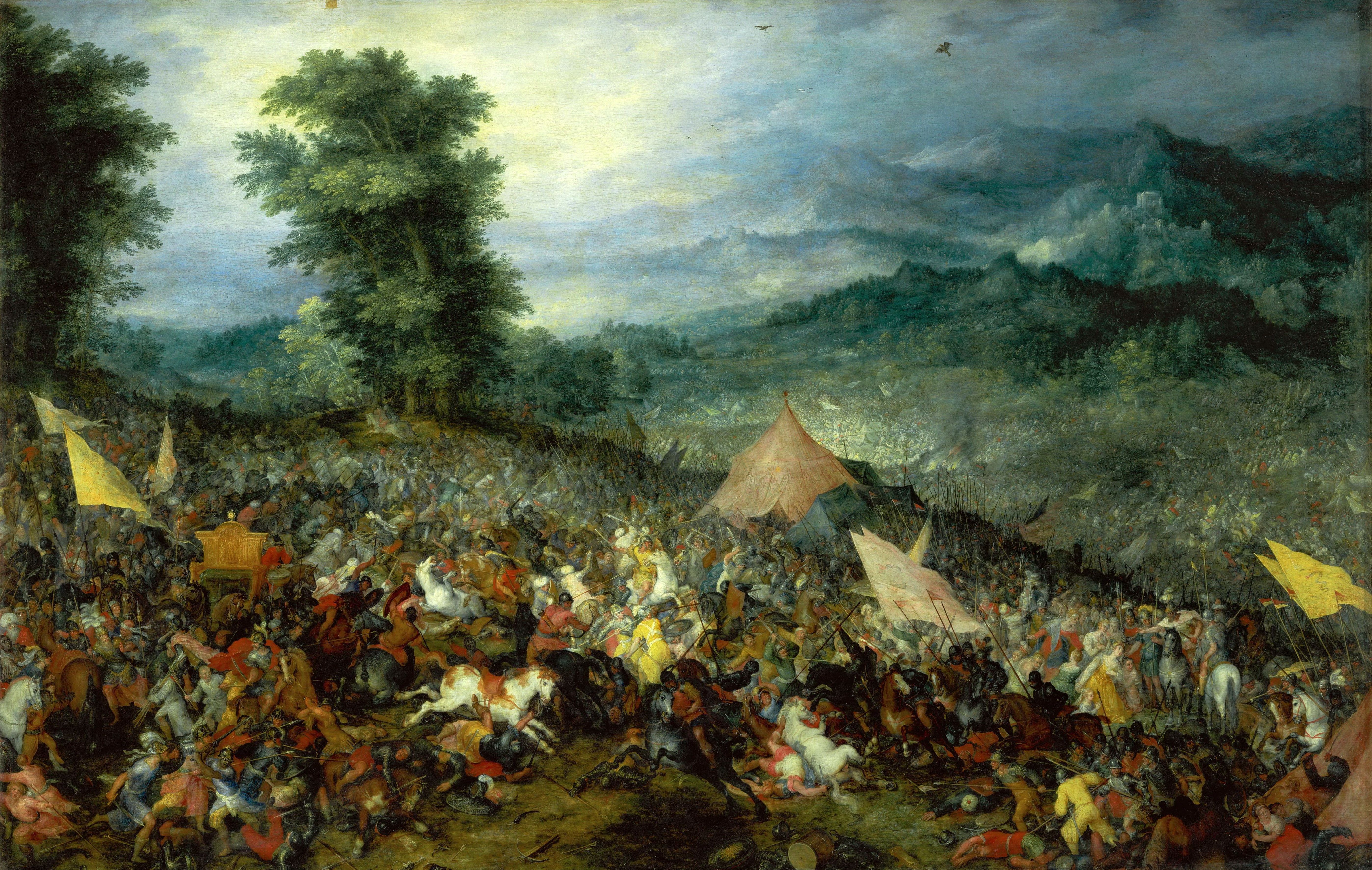
Jan Brueghel l'Ancien, La Bataille de Gaugamèles, 1602.

Machiavel s’étonne que les conquêtes faites sur Darius par Alexandre ne se soient pas révoltées après sa mort. Il l’explique en considérant deux sortes d'États : d'une part, l’État, comme le royaume de France, gouverné par « un prince et ses barons » dont le rang est indépendant de la volonté du prince, peut être facilement conquis, car il se trouve toujours pour aider le conquérant un baron hostile au prince, mais il est aussi facilement perdu, pour la même raison ; d’autre part, l’État à tête unique, comme la Turquie, avec « un prince et ses esclaves » dont il peut disposer comme ministre à sa guise, ne connaissant pas d'opposition interne, ne peut être conquis que par la victoire militaire dans une bataille rangée, mais il est ensuite facilement conservé, pour la même raison. « Maintenant si nous considérons la nature du gouvernement de Darius, nous trouverons qu’il ressemblait à celui de la Turquie : aussi Alexandre eut-il à combattre contre toutes les forces de l’empire, et dut-il d’abord défaire le monarque en pleine campagne [lors de la bataille de Gaugamèles] ; mais, après sa victoire et la mort de Darius, le vainqueur, par les motifs que j’ai exposés, demeura tranquille possesseur de sa conquête. »

### V. Comment on doit gouverner les États ou principautés qui, avant la conquête, vivaient sous leurs propres lois
Quomodo administrandae sunt civitates vel principatus, qui antequam occuparentur, suis legibus vivebant
Le prince a alors trois solutions : il peut détruire les États conquis, ou aller y vivre (cf. chap. III, l’exemple donné ici est celui des Romains détruisant Capoue, Carthage et Numance), ou encore il peut « leur laisser leurs lois, se bornant à exiger un tribut, et à y établir un gouvernement peu nombreux qui les contiendra dans l’obéissance et la fidélité » (comme le firent par exemple les Spartiates dans Athènes et dans Thèbes conquises). « Quelque précaution que l’on prenne, quelque chose que l’on fasse, si l’on ne dissout point l’État, si l’on n’en disperse les habitants, on les verra, à la première occasion, rappeler, invoquer leur liberté, leurs institutions perdues, et s’efforcer de les ressaisir. C’est ainsi qu’après plus de cent années d’esclavage Pise brisa le joug des Florentins. »
Au contraire, si l’État conquis était déjà sous le règne d’un prince, ses habitants étant déjà « façonnés à l’obéissance », ils accueilleront un conquérant sans difficulté si s'éteint la lignée de leur prince.

### VI. Des principautés nouvelles acquises par les armes et par l’habileté de l’acquéreur
De principatibus novis qui armis propriis et virtute acquiruntur

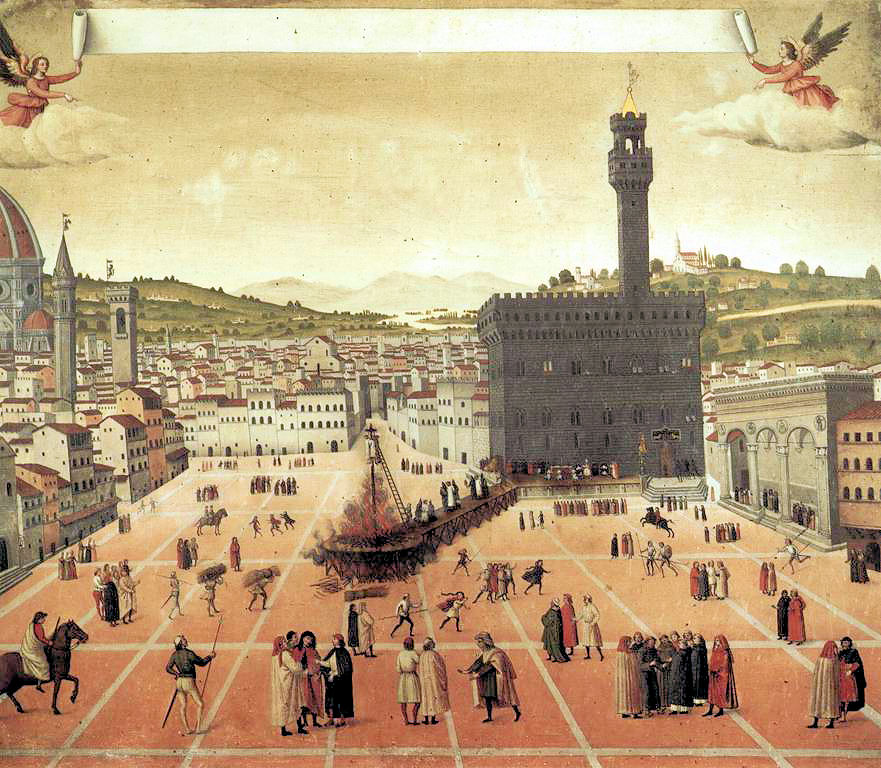
Bûcher de Savonarole, anonyme, 1498, musée de Saint-Marc, Venise.

Un homme qui prend le pouvoir de l’intérieur, c’est-à-dire sans que cela soit une conquête, « est un homme habile ou bien secondé par la fortune » ; mais « moins il devra à la fortune, mieux il saura se maintenir ». La voie la plus fiable est donc celle de « ceux qui sont devenus princes par leur propre vertu et non par la fortune », dont Machiavel prend pour exemples Moïse, Cyrus, Romulus et Thésée.
Ceux-là ne doivent à la fortune que l’occasion de s’emparer du pouvoir ; par exemple, « Cyrus eut besoin de trouver les Perses mécontents de la domination des Mèdes, et les Mèdes amollis et efféminés par les délices d’une longue paix ». Les occasions sont donc nécessaires, même aux grands hommes, « mais ce fut par leur habileté qu’ils surent les connaître et les mettre à profit pour la grande prospérité et la gloire de leur patrie ». La fortune ne leur fait donc pas de cadeaux, et notamment ils rencontrent des difficultés pour introduire de nouvelles institutions : dans cette entreprise le prince aura pour ennemis ceux qui profitaient de l’ancien ordre, alors que les autres ne seront que de « tièdes défenseurs » tant qu’ils n'auront pas effectivement goûté les bienfaits des nouvelles institutions. L’idéologie n’est donc pas suffisante, elle est renversée si elle n’est pas défendue par des armes, comme ce fut le cas pour Savonarole, et ces armes doivent être celles propres du prince (cf. chap. XIII).

### VII. Des principautés nouvelles qu’on acquiert par les armes d’autrui et par la fortune
De principatibus novis qui alienis armis et fortuna acquiruntur
« Ceux qui, de simples particuliers, deviennent princes par la seule faveur de la fortune, le deviennent avec peu de peine ; mais ils en ont beaucoup à se maintenir. » En effet, en tant qu'anciens particuliers, ils n’ont ni l'expérience du commandement ni des forces propres et fidèles et leurs États, « comme toutes les choses qui, dans l’ordre de la nature, naissent et croissent trop promptement, […] ne peuvent avoir des racines assez profondes et des adhérences assez fortes pour que le premier orage ne les renverse point ».

Le pape Alexandre VI tableau de Pinturicchio.

Le statut des princes partis de rien est donc très exigeant : il leur demande « assez d’habileté pour savoir se préparer sur-le-champ à conserver ce que la fortune a mis dans leurs mains, et pour fonder, après l’élévation de leur puissance, les bases qui auraient dû être établies auparavant ». Après avoir pris le contre-exemple de Francesco Sforza, devenu prince par son mérite (tout comme Hiéron de Syracuse, exemple du chap. VI), Machiavel explore l'exemple plus ambigu de César Borgia, car celui-ci qui n'était prince que par fortune, « perdit sa principauté aussitôt que cette même fortune ne le soutint plus, […] quoiqu’il n’eût rien négligé de tout ce qu’un homme prudent et habile devait faire pour s’enraciner profondément dans les États ». L’échec final est donc dû à « une extraordinaire et extrême malignité de la fortune ».
Pour procurer un État à son fils César Borgia, duc de Valentinois, le pape Alexandre VI s'allie au roi de France Louis XII et aux Orsini, ce qui lui permet de prendre la Romagne. César Borgia, pour se rendre indépendant, se retourne d'abord contre les Orsini : ils conspirent contre lui, il mate leur révolte, il feint de se réconcilier, puis il les fait tuer. Ensuite il s'assure du soutien populaire en Romagne : il nomme gouverneur le cruel Ramiro d'Orco « pour y rétablir la paix et l’obéissance envers le prince » ; quand c'est fait, il met en place une administration moins autoritaire, et pour apaiser le ressentiment populaire, « il […] fit exposer un matin [Ramiro d'Orco] sur la place publique de Césène, coupé en quartiers, avec un billot et un coutelas sanglant à côté ».
Ses plans pour l’avenir, qui doivent lui permettre de s’affranchir des Français et surtout de ne plus dépendre du soutien de son père pour « se trouver en état de résister par lui-même à un premier choc », prévoient de prendre Pise, puis Lucques et Sienne, puis Florence, c'est-à-dire toute la Toscane ; ces plans, « il en serait venu à bout dans le courant de l’année où le pape mourut », mais il ne peut résister à cette mort précoce, combinée à sa propre maladie et aux deux armées qui le prennent en étau. Après un éloge de la conduite de Borgia — « il me semble qu’on peut la proposer pour modèle à tous ceux qui sont parvenus au pouvoir souverain par la faveur de la fortune et par les armes d’autrui » —, Machiavel lui reproche cependant d'avoir laissé élire Jules II pour pape et il qualifie cette erreur stratégique de « faute qui fut la cause de sa ruine totale ».

### VIII. De ceux qui sont devenus princes par des scélératesses
De his qui per scelera ad principatum pervenere

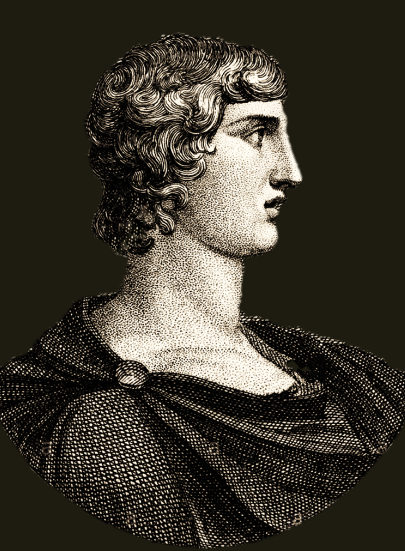
Agathocle de Syracuse.

En dehors de la vaillance et de la fortune, on peut devenir prince par le plébiscite des concitoyens (cf. chap. IX) ou par la scélératesse, dont Machiavel donne deux exemples : celui d’Agathocle de Syracuse qui, ayant été désigné prince après une longue progression dans l’armée, convoqua les sénateurs et les citoyens les plus éminents pour délibérer des affaires publiques et les fit assassiner pour ne pas partager le pouvoir ; et celui d’Oliverotto da Fermo qui, sous prétexte d’une parade, fit entrer ses hommes dans la ville de Fermo et demanda à son oncle d'organiser une réception, dont il fit assassiner tous les convives, dont son oncle, pour prendre le pouvoir.
Machiavel est partagé entre la désapprobation morale et l’approbation politique. Il parle ainsi du « courage » d’Agathocle et de sa « force d'âme », en même temps que de « sa cruauté, son inhumanité et ses nombreuses scélératesses ». Cette contradiction surgit à nouveau plus loin, et Machiavel se demande comment la cruauté du prince, qui en général est l’objet du mécontentement populaire, de la rébellion et de l’échec politique, peut être conciliée avec un pouvoir sans faille. Sa réponse est que les cruautés doivent être « commises toutes à la fois », pour que l’« amertume » n’en soit pas trop persistante dans le peuple, et pour avoir toujours de l’avance sur la nécessité.

### IX. De la principauté civile
De principatu civili
La principauté civile a un prince choisi par ses concitoyens. Soit c’est un homme du peuple choisi par les grands « pour pouvoir, à l’ombre de son autorité, satisfaire leurs désirs ambitieux », soit c'est un grand choisi par le peuple pour le protéger. Le prince élevé par les grands est moins favorisé que le prince élevé par le peuple car « [les grands] veulent opprimer, et le peuple veut seulement n'être point opprimé ». Le prince élevé par les grands doit donc, en plus de se débarrasser des grands qui sont « déterminés par des vues ambitieuses » et qui seraient nuisibles en temps de guerre, se concilier l’amitié du peuple tout comme le prince élevé par lui, amitié qui pourra être d'autant plus forte qu'elle était inattendue. Pour évaluer ce soutien du peuple, le prince ne peut se fier sur le temps de paix, car c'est dans le moment de l’adversité qu’il aura besoin des citoyens ; il doit donc « imaginer et établir un système de gouvernement tel, qu’en quelque temps que ce soit, et malgré toutes les circonstances, les citoyens aient besoin de lui ».

### X. Comment, dans toute espèce de principauté, on doit mesurer ses forces
Quomodo omnium principatuum vires perpendi debeant
Soit le prince peut se défendre par lui-même, c’est-à-dire qu’il a assez d’hommes et d’argent pour combattre un quelconque attaquant, c’est le cas développé dans les chapitres précédents ; soit il a besoin du secours d’autrui, c’est-à-dire que devant une attaque il doit se réfugier dans sa forteresse : à celui-là Machiavel conseille de se garantir l'affection de son peuple et la sécurité de sa forteresse, qui permettent de tenir un siège, sans se préoccuper du reste du pays. Il prend pour exemple des villes allemandes dont le territoire est réduit mais qui sont indépendantes vis-à-vis de l’Empereur et des autres États, ne craignant pas les attaques militaires grâce à leurs fortifications, leurs fossés, leur artillerie, leurs provisions et leurs réserves pour une année, ainsi que leur entraînement militaire. Le prince qui suivra ces conseils ne craindra aucune défaite, car l’ennemi ne restera pas un an sans bouger. L’assaillant peut mettre à sac le pays pour effrayer les citoyens ; le prince doit les apaiser, s’assurer des plus vindicatifs, attendre qu’avec le temps les esprits se calment et même profiter de la dette qu’il contracte envers ses citoyens lors de la destruction de leurs biens pour accroître leur fidélité envers lui.

### XI. Des principautés ecclésiastiques
De principatibus ecclesiasticis

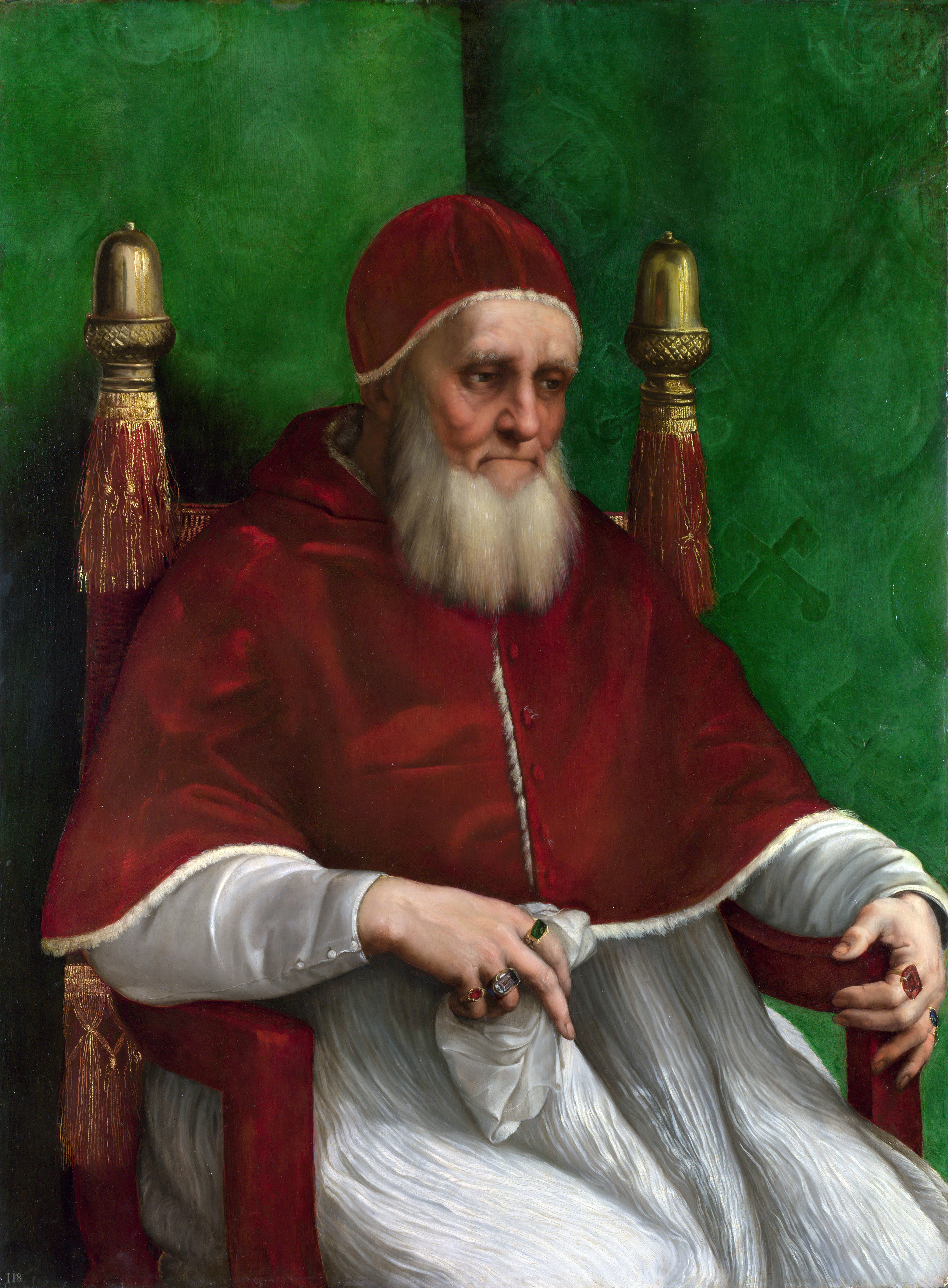
Jules II.

Les anciennes institutions religieuses suffisent à asseoir le pouvoir du prince ecclésiastique ; ainsi « ces princes seuls ont des États, et ils ne les défendent point ; ils ont des sujets, et ils ne les gouvernent point ». Mais Machiavel attribue cela à des « causes supérieures » qu’il ne se permet pas de développer. En revanche, il développe les raisons de la « grandeur temporelle » actuelle de l’Église : autrefois, la division intérieure des États de l'Église entre Orsini et Colonna empêchait l'Église de s'agrandir ; sa grandeur actuelle, Machiavel l'attribue à l’initiative d’Alexandre VI — qui sut judicieusement s'allier aux Français et aider César Borgia, ce qui ne fut pas une vaine magnanimité puisque l’Église récupéra ses conquêtes après sa défaite —, initiative prolongée par Jules II qui conquit Bologne, battit les Vénitiens et chassa les Français d’Italie, tout en contenant « les partis des Colonna et des Orsini dans les bornes où Alexandre était parvenu à les réduire ».

### XII. Combien il y a de sortes de milices et de troupes mercenaires.
Quot sint genera militiae et de mercenariis militibus
Les armes et les lois sont les « bonnes bases, sans lesquelles [le pouvoir du prince] ne peut manquer de s’écrouler ». Or « là où il n’y a point de bonnes armes, il ne peut y avoir de bonnes lois, et […] au contraire il y a de bonnes lois là où il y a de bonnes armes » : il suffit donc de parler des armes, qui sont soit propres au prince, soit mercenaires ou auxiliaires, soit mixtes. Machiavel dénonce les armes mercenaires : « les capitaines mercenaires sont ou ne sont pas de bons guerriers : s’ils le sont, on ne peut s’y fier, car ils ne tendent qu’à leur propre grandeur, en opprimant, soit le prince même qui les emploie, soit d’autres contre sa volonté ; s’ils ne le sont pas, celui qu’ils servent est bientôt ruiné ».

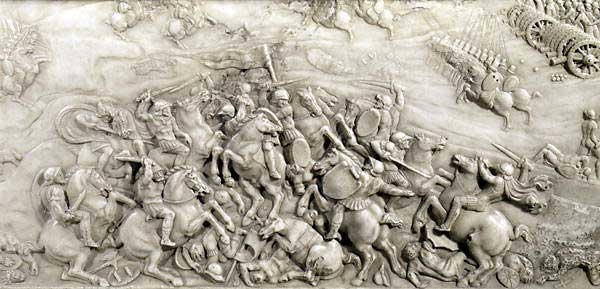
Bataille d'Agnadel, détail du tombeau de Louis XII et Anne de Bretagne, marbre, 1509, basilique Saint-Denis, France.

C'est à partir de ce principe qu’il analyse des exemples historiques. Si Rome, Sparte et la Suisse, tirent leur liberté de leurs armes propres, au contraire Carthage après la première guerre punique, Thèbes après la troisième guerre sacrée, Milan après la victoire sur les Vénitiens, subirent la trahison des mercenaires, de Philippe II de Macédoine ou de Francesco Sforza. Si Venise ou Florence connurent un temps le succès avec des capitaines mercenaires, c'est parce que ceux-ci ne purent ou ne voulurent pas les convoiter. Machiavel analyse ensuite l’histoire militaire de Venise : victorieuse dans ses campagnes navales où elle avait ses citoyens pour soldats, elle employa ensuite sur la terre ferme des mercenaires dont elle eut à subir les méfaits : c’est ainsi que les Vénitiens durent assassiner Francesco da Carmagnola pour se préserver de lui, et que plus tard ils perdirent à la bataille d'Agnadel contre Louis XII de France « dans une seule journée […] le fruit de huit cents ans de travaux ».
C’est l’occasion pour Machiavel de dénoncer la conduite des mercenaires : ils n’ont presque pas d'infanterie, ne se tuent pas sur le champ de bataille, rendent les prisonniers sans rançon, n’attaquent pas la nuit, n’ont pas besoin de protéger leurs camps et ne se battent pas l’hiver : tel est l’« ordre qu’ils avaient imaginé tout exprès pour éviter les périls et les travaux, mais par où aussi ils ont conduit l’Italie à l’esclavage et à l’avilissement ».

### XIII. Des troupes auxiliaires, mixtes et propres
De militibus auxiliariis, mixtis et propriis

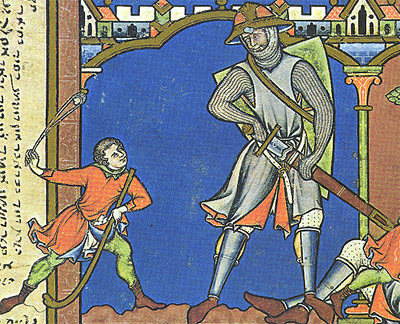
David et Goliath, enluminure, anonyme, v. 1250.

Les armes auxiliaires, c’est-à-dire les armes d’un autre prince auquel un prince demande son aide, ont les mêmes défauts que les mercenaires : « car si elles sont vaincues, il se trouve lui-même défait, et si elles sont victorieuses, il demeure dans leur dépendance ». Elles sont même plus dangereuses que les armes mercenaires, car elles sont unies derrière leur prince et donc valeureuses. Ainsi César Borgia ne fit que progresser lorsque après avoir recouru aux armes auxiliaires de la France, puis aux armes mercenaires des Orsini et des Vitelli, il finit par n'utiliser que les siennes propres. De même Hiéron de Syracuse (déjà cité au chap. VI) fit tuer ses mercenaires, et de même David refusa les armes de Saül pour ne combattre Goliath qu’avec sa fronde.
En France, Charles VII augmenta la valeur de son armée en formant dans son royaume « des compagnies réglées de gendarmes et de fantassins », mais son fils Louis XI l’amoindrit en usant des forces auxiliaires suisses dont l’armée française est désormais dépendante. L’Empire romain connut la ruine pour avoir fait appel aux Goths. Machiavel conclut qu’il ne faut user que de ses forces propres.

### XIV. Des fonctions qui appartiennent au prince, par rapport à la milice
Quod principem deceat circa militiam
C'est par la connaissance de l’art de la guerre qu’on reste prince ou qu'on le devient : un prince négligeant les armes est méprisé, à la merci de ses serviteurs et il ne peut pas faire confiance à ses soldats. Le prince exerce tout d'abord son corps à la guerre, notamment par l’exercice de la chasse, qui l’« endurcit à la fatigue » et lui fait la géographie de son pays — « l’assiette des lieux, l’élévation des montagnes, la direction des vallées, le gisement des plaines, la nature des rivières et des marais » —, ce qui lui permettra à la fois de le défendre en cas d'attaque et de se familiariser avec la tactique militaire en général, en imaginant dans le paysage des positions adverses, comme le faisait Philopœmen lors de ses promenades. Il doit aussi préparer son esprit à la guerre, par la connaissance de l'histoire, des « actions des hommes illustres » et de « leur conduite dans la guerre », en prenant pour modèle « quelque ancien héros bien célèbre ».
« Voilà ce que doit faire un prince sage, et comment, durant la paix, loin de rester oisif, il peut se prémunir contre les accidents de la fortune, en sorte que, si elle lui devient contraire, il se trouve en état de résister à ses coups. »
De plus, cela permet de tenir les sujets dans une bonne discipline.

### XV. Des choses pour lesquelles tous les hommes, et surtout les princes, sont loués ou blâmés
De his rebus quibus homines et praesertim principes laudantur aut vituperantur
Machiavel examine comment le prince doit se conduire envers ses amis et ses sujets ; il prévient que bien que le sujet ait été traité de nombreuses fois, il sera original, car plutôt que de se livrer à de « vaines spéculations », des « imaginations », il affirme : « Il faut donc qu’un prince qui veut se maintenir apprenne à ne pas être toujours bon, et en user bien ou mal, selon la nécessité. » Il établit d’abord qu'on loue ou blâme le prince selon qu’il est généreux ou rapace (cf. chap. 16), bienfaisant ou avide, cruel ou compatissant (chap. 17), sans foi ou fidèle à sa parole (chap. 18), craintif ou courageux, débonnaire ou orgueilleux, dissolu ou chaste, franc ou rusé, dur ou facile, grave ou léger, religieux ou incrédule, etc. Mais le prince ne peut éviter en même temps tous les vices ; il doit donc se forcer d’éviter les vices « qui lui feraient perdre ses États », et seulement « s’il le peut » éviter les autres vices ; d’ailleurs, de même que certaines vertus sont néfastes pour le prince, de même de certains vices « peuvent résulter […] sa conservation et son bien-être ».

### XVI. De la libéralité et de l'avarice
De liberalitate et parsimonia
Il est bon pour un prince d'être généreux mais s’il l’est vraiment, il dépensera tant pour offrir des somptuosités à quelques-uns que, s’appauvrissant, il devra se rattraper par une lourde fiscalité qui le fera haïr de ses sujets ; il plaira à quelques-uns et déplaira à beaucoup ; mais une fois qu’il aura commencé ainsi, s’il veut changer de mode de vie, on lui reprochera de devenir avare. Le prince doit donc ne pas craindre au départ le nom d’avare ; son économie lui permettra de soutenir une guerre et d'accomplir des entreprises utiles sans surcharger le peuple ; et alors « il sera réputé libéral par tous ceux, en nombre infini, auxquels il ne prendra rien ».
On dit que César est parvenu à l’empire par sa libéralité : en effet, il faut avoir cette qualité pour devenir prince ; mais pour le rester, elle est dommageable. D’autre part, si le prince doit être parcimonieux seulement avec son propre bien, il doit distribuer celui d’autrui avec générosité, et notamment le trophée de guerre, sans quoi il ne serait pas suivi par ses soldats.
En conclusion, un prince sage doit se résoudre à être qualifié d’avare, car la libéralité « se dévore elle-même » et « à mesure qu’on l’exerce, on perd la faculté de l’exercer encore : on devient pauvre, méprisé, ou bien rapace et odieux ».

### XVII. De la cruauté et de la clémence, et s’il vaut mieux être aimé que craint
De crudelitate et pietate; et an sit melius amari quam timeri, vel e contra

Annibal et ses hommes traversant les Alpes.

Le prince peut être cruel pour éviter les maux pires encore du désordre, notamment dans les débuts de son règne.
Ainsi César Borgia qui avait une réputation de cruauté « rétablit l’ordre et l’union dans la Romagne », alors que les Florentins, pour ne pas être cruels, laissèrent détruire Pistoie.
Cela amène à la question : vaut-il mieux être aimé ou craint ? 
Il vaut mieux être à la fois aimé et craint, mais cela est extrêmement difficile. Aussi, s'il faut choisir entre l'amour et la crainte, il vaut mieux être craint, car l’amour est volatil et disparaît dans l’adversité alors que la crainte subsiste tant que subsiste la menace du châtiment ; cependant, le prince doit inspirer la crainte sans inspirer la haine, c'est-à-dire qu'il ne condamnera pas ses citoyens sans motif, et surtout qu’il ne s'en prendra pas à leurs biens ni à leurs femmes.
La cruauté trouve surtout son occasion dans la guerre et le prince doit en user pour maintenir son armée unie et fidèle.
Ainsi, c’est grâce à sa cruauté qu’Annibal empêcha toute dissension et toute révolte dans son armée ; c'est au contraire à cause de sa trop grande clémence que son adversaire Scipion fut confronté au soulèvement de ses troupes en Espagne puis ne sut pas rendre justice aux Locriens.

### XVIII. Comment les princes doivent tenir leur parole
Quomodo fides a principibus sit servanda

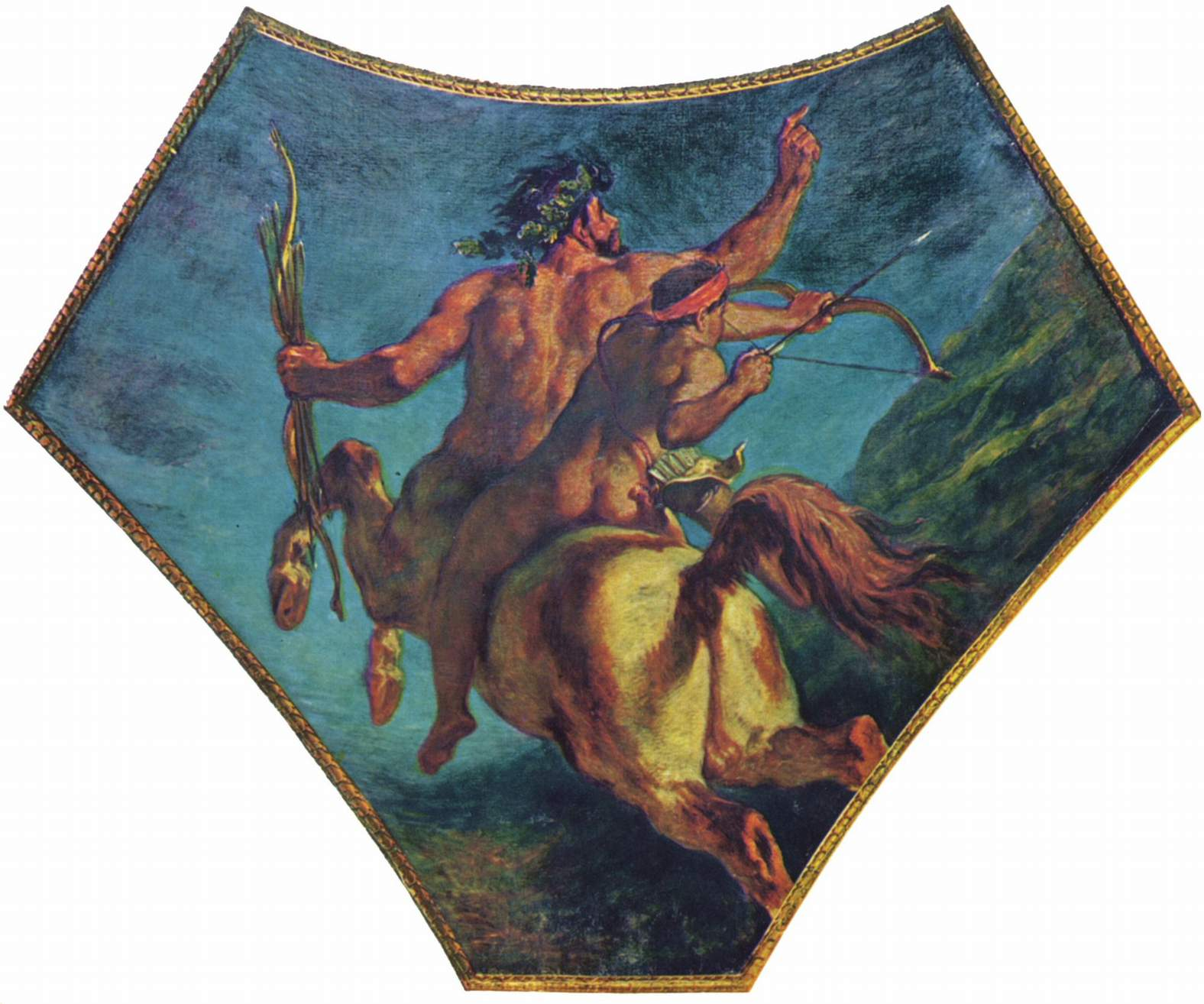
L'éducation d'Achille, par Delacroix (Coupole du Palais Bourbon).

Comme Achille éduqué par Chiron, le prince doit combattre en homme et en bête, c’est-à-dire avec les lois et avec la force ; et la bête doit avoir la force du lion et la ruse du renard.
Machiavel en déduit : « Un prince bien avisé ne doit point accomplir sa promesse lorsque cet accomplissement lui serait nuisible, et que les raisons qui l’ont déterminé à promettre n’existent plus. » Mais, pour ne pas laisser voir cette perfidie, il doit aussi « posséder parfaitement l’art et de simuler et de dissimuler ». Son hypocrisie doit le faire paraître « tout plein de douceur, de sincérité, d’humanité, d’honneur, et principalement de religion ».
Machiavel assure que les hommes en général se tiennent à l'image des qualités, et d'autre part que le prince sera jugé sur le résultat et que tant qu'il conservera sa vie et son État, « tous les moyens qu’il aura pris seront jugés honorables ».
Machiavel finit par l’évocation des fourberies de Ferdinand II d’Aragon.

### XIX. Qu’il faut fuir le mépris et la haine
De contemptu et odio fugiendo

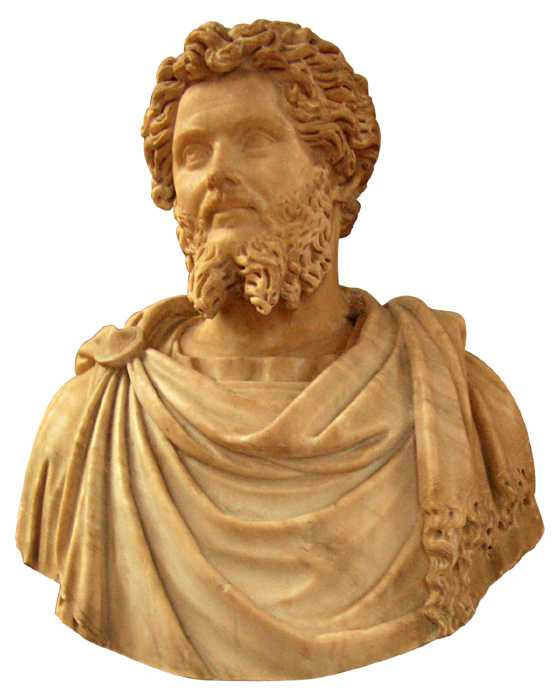
Buste de Septime Sévère assimilé à Sérapis, 204 ap. J.-C., musée du Louvre.

Pour éviter d’être haï, le prince ne doit pas attenter aux biens ni aux femmes de ses sujets (cf. chap. 17). Pour éviter d’être méprisé, il doit donner l’apparence « de la grandeur, du courage, de la gravité, de la fermeté » : ainsi il sera clairement établi que ses décisions sont irrévocables et on ne songera pas à le tromper. Le prince doit se défendre contre les attaques extérieures, pour cela il lui suffit de bonnes armes, et contre les conjurations, pour cela il lui suffit d’avoir le soutien de son peuple. En effet, une conjuration est toujours risquée, car la dénonciation offre un profit certain contrairement à celui de la rébellion ; si à ce risque s’ajoute que le prince est soutenu par le peuple, aucune conjuration ne peut aboutir. Par exemple, après que dans une conjuration les Canneschi eurent tué Annibal Bentivoglio, prince de Bologne, les Bolonais, pleins d'affection pour leur prince, se soulevèrent, tuèrent les Canneschi et prirent pour prince un autre membre de la famille Bentivoglio.
Pour ménager le peuple, le prince peut avoir besoin d'abaisser les grands ; il doit alors confier cette tâche à une administration, comme dans le royaume de France où le Parlement constitue « la tierce autorité d’un tribunal qui peut, sans aucune fâcheuse conséquence pour le roi, abaisser les grands et protéger les petits ». Machiavel analyse ensuite le règne de quelques empereurs romains, qui devaient composer, plutôt qu’entre les grands et les citoyens, entre les soldats et les citoyens, ce qui était difficile à cause de leurs aspirations opposées. Pertinax et Sévère Alexandre durent leur chute au mépris qu’ils inspiraient à leurs soldats, à cause de leur modération ; Marc Aurèle, lui aussi tempéré, ne se maintint que grâce au prestige de son ascendance et de ses vertus. Machiavel loue Septime Sévère qui, faisant preuve de « l’audace du lion et la finesse du renard », réussit à éliminer tous ses rivaux à l’Empire : Didius Julianus sous prétexte de venger Pertinax, Niger grâce à une alliance avec Albin, Albin sous prétexte de trahison. Caracalla fut tué pour la haine qu'il inspira à ses proches, Commode pour le mépris qu'il suscita chez les citoyens, Maximin mourut dans la révolte due au mépris et à la haine qu’on lui portait à cause de son origine basse et de sa cruauté. Machiavel conclut que le prince doit prendre « dans l’exemple de Sévère, ce qui lui est nécessaire pour établir son pouvoir, et dans celui de Marc Aurèle ce qui peut lui servir à maintenir la stabilité et la gloire d’un empire établi et consolidé depuis longtemps ».

### XX. Si les forteresses, et beaucoup d'autres choses que font chaque jour les princes, sont utiles ou inutiles
An arces et multa alia quae cotidie a principibus fiunt utilia an inutilia sint

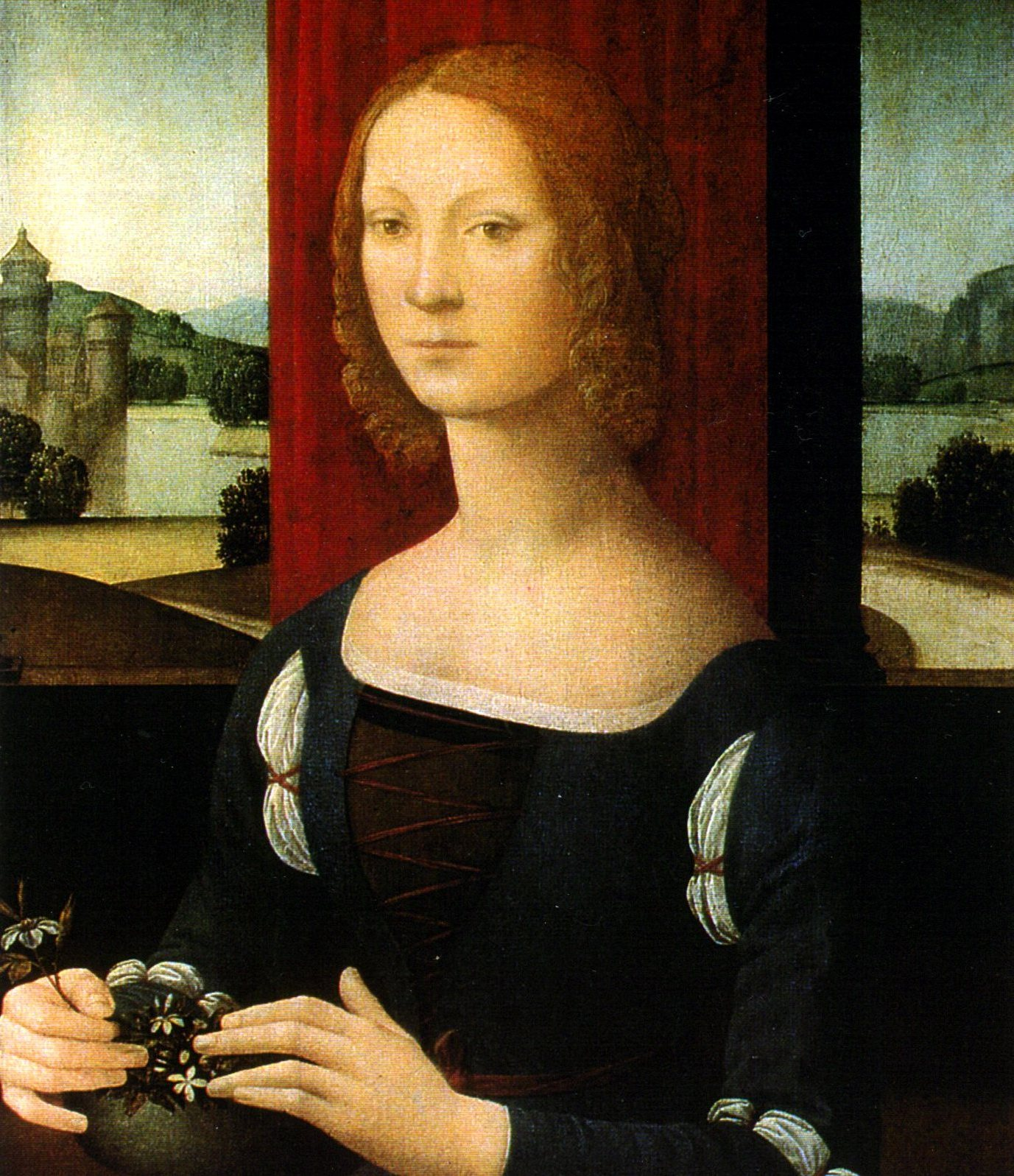
Portrait de Catherine Sforza
ou La dame aux jasmins
œuvre de Lorenzo di Credi.

Le prince doit armer ses sujets pour ne pas être haï, sauf les citoyens d’une ville conquise, qu’il doit désarmer et amollir. Le prince ne doit pas susciter de divisions au sein de ses États, lesquelles peuvent être bénéfiques à son pouvoir pendant la paix en empêchant une opposition unie, mais sont néfastes dans la guerre car le parti le plus faible aura tendance à rejoindre l'adversaire.
Il est important pour le prince de rallier à lui ses anciens ennemis (c’est-à-dire, pour le prince nouveau, ceux qui se sont opposés à sa prise de pouvoir) car d'une part le prince s’élèvera pour avoir surmonté un obstacle, d’autre part ses nouveaux amis, ayant à se racheter, le serviront avec plus de fidélité. Au contraire, parmi ceux qui l'ont aidé à prendre le pouvoir, il ne doit pas se fier à ceux poussés par des espoirs qu’il ne peut pas plus satisfaire que l'ancien gouvernement.
Le prince doit construire des forteresses s’il craint son peuple, pour se réfugier en cas de rébellion comme le fit Catherine Sforza ; s’il craint plus l'ennemi extérieur, il doit détruire les forteresses qui pourraient profiter à l'attaquant, comme le firent Niccolò Vitelli, Guidobaldo Del Monte et les Bentivoglio. Mais le prince doit à tout prix chercher le soutien de son peuple, car « la meilleure forteresse qu’un prince puisse avoir est l’affection de ses peuples ; s’il est haï, toutes les forteresses qu’il pourra avoir ne le sauveront pas », car le peuple soulevé trouvera toujours des alliés extérieurs, comme le montre l’exemple de Catherine Sforza que sa forteresse ne protégea pas de l'action conjuguée de son peuple et de César Borgia.

### XXI. Comment doit se conduire un prince pour acquérir de la réputation
Quod principem deceat ut egregius habeatur
« Faire de grandes entreprises, donner par ses actions de rares exemples, c’est ce qui illustre le plus un prince. » Machiavel donne l'exemple de Ferdinand II d'Aragon (cf. chap. 18) qui attaqua Grenade, puis l'Afrique, puis l'Italie, puis la France, sous couvert de la religion et avec l'aide de l'Église qu'il remercia par l'expulsion des Juifs d'Espagne, dans un rythme efficace qui ne laissait « ni le temps de respirer, ni le moyen d’en interrompre le cours ». Le prince peut aussi se distinguer, comme Barnabé Visconti, par des récompenses ou des peines exemplaires.

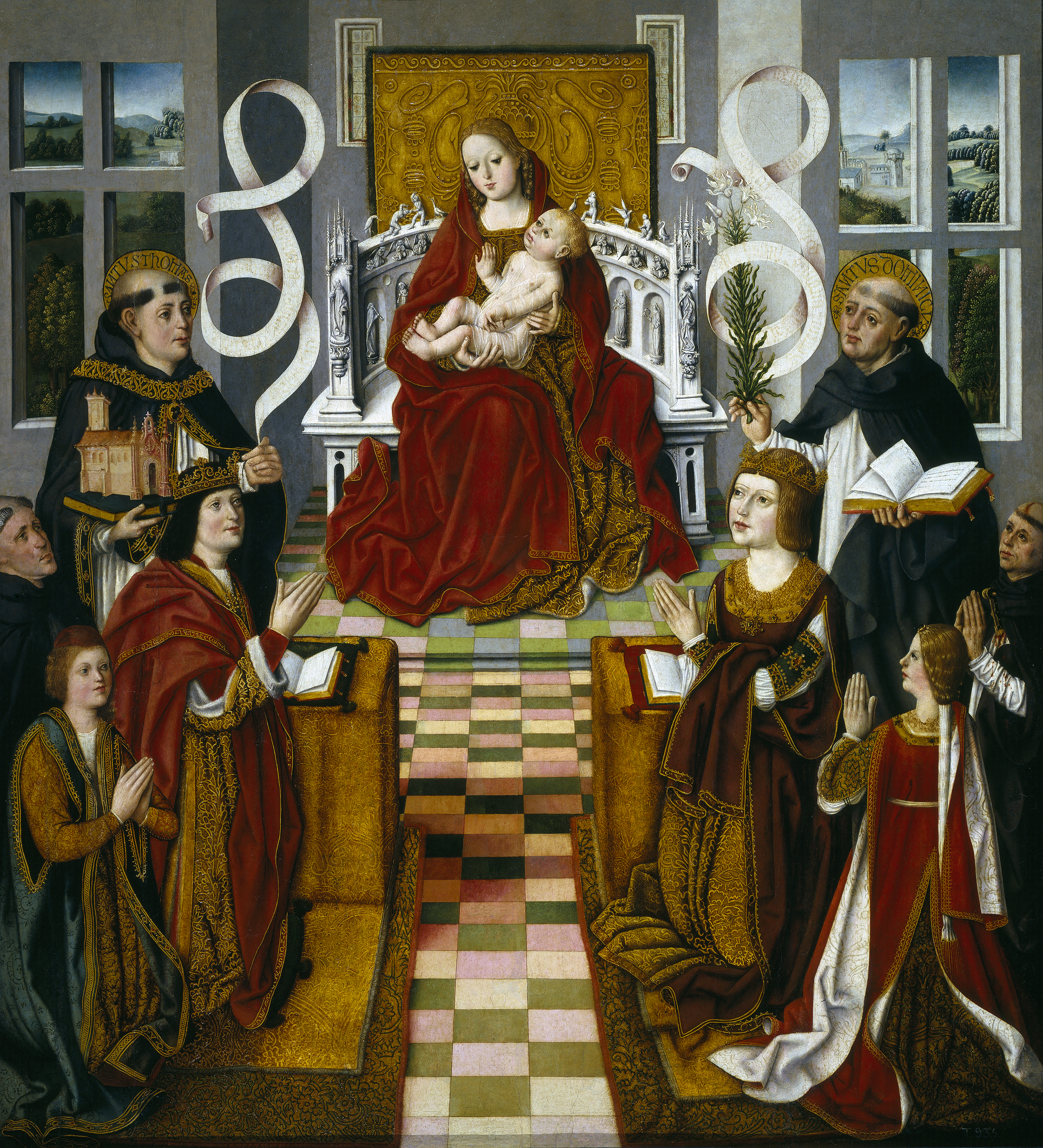
Les rois catholiques, Ferdinand II d'Aragon et Isabelle de Castille.

Dans le cas d'un conflit voisin, le prince doit toujours prendre parti : celui qui ne se déclare pas a l'ingratitude du vaincu sans la gratitude du vainqueur — comme les Romains le dirent aux Achéens pour les convaincre de prendre leur parti contre Antiochus : « vous demeurez le prix du vainqueur sans vous être acquis la moindre gloire, et sans qu’on vous ait la moindre obligation » — ; au contraire, si ce sont deux forces puissantes, s'allier à l'une apportera sa gratitude si elle vainc, son soutien si elle est vaincue ; si ce sont deux forces faibles, s'allier à l'une la rend victorieuse et donc dépendante, et c'est aussi l'occasion d'éliminer l'autre force. Cependant, pour rester indépendant, le prince ne doit pas s'allier à une présence supérieure pour en combattre une autre (cf. les erreurs de Louis XII au chap. 3).
Enfin, le prince doit honorer ses sujets talentueux et les laisser en mesure d'exercer leurs facultés ; il doit « amuser le peuple par des fêtes, des spectacles » et se présenter aux réunions des corporations, « sans jamais compromettre néanmoins la majesté de son rang ».

### XXII. Des secrétaires des princes
De his quos a secretis principes habent

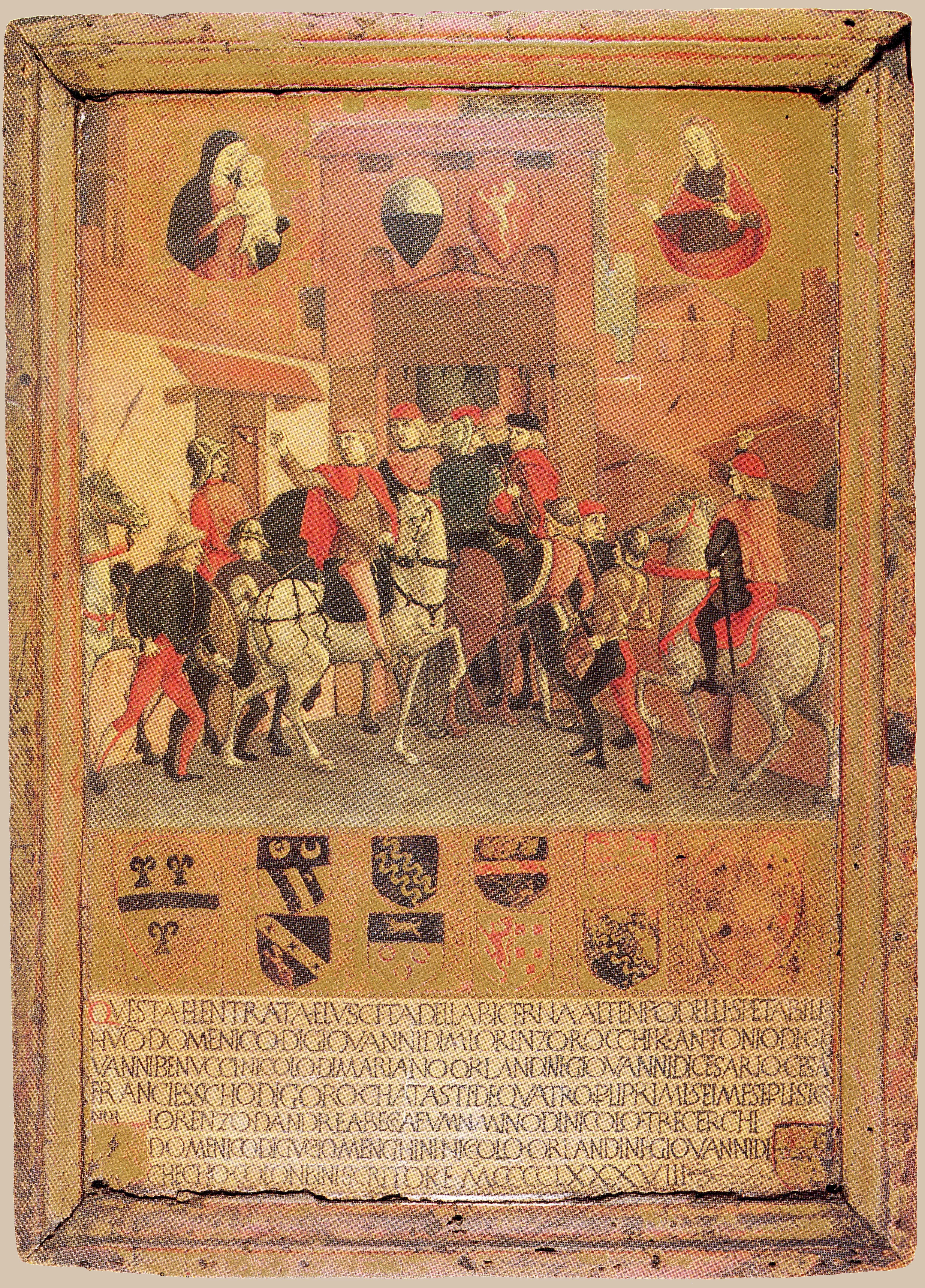
Le Retour des Noveschi à Sienne (prise de pouvoir de Pandolfo Petrucci représenté sur une tavoletta di Biccherna (Archives de l'État de Sienne).

L'entourage que le prince a choisi permet d'estimer ses capacités : on estime ainsi Pandolfo Petrucci de Sienne pour son secrétaire Antonio Giordano. Le bon prince est donc celui qui, sans forcément être capable lui-même du travail du ministre, est en mesure de juger les opérations de celui-ci, « favoriser les unes, réprimer les autres, ne laisser aucune espérance de pouvoir le tromper ». Le prince doit choisir un ministre qui ne cherche pas son propre intérêt mais celui du prince ; pour l'inciter à le conduire ainsi, il doit le combler de bienfaits, afin qu'il « soit bien convaincu qu’il ne pourrait se soutenir sans l’appui du prince ».

### XXIII. Comment on doit fuir les flatteurs
Quomodo adulatores sint fugiendi

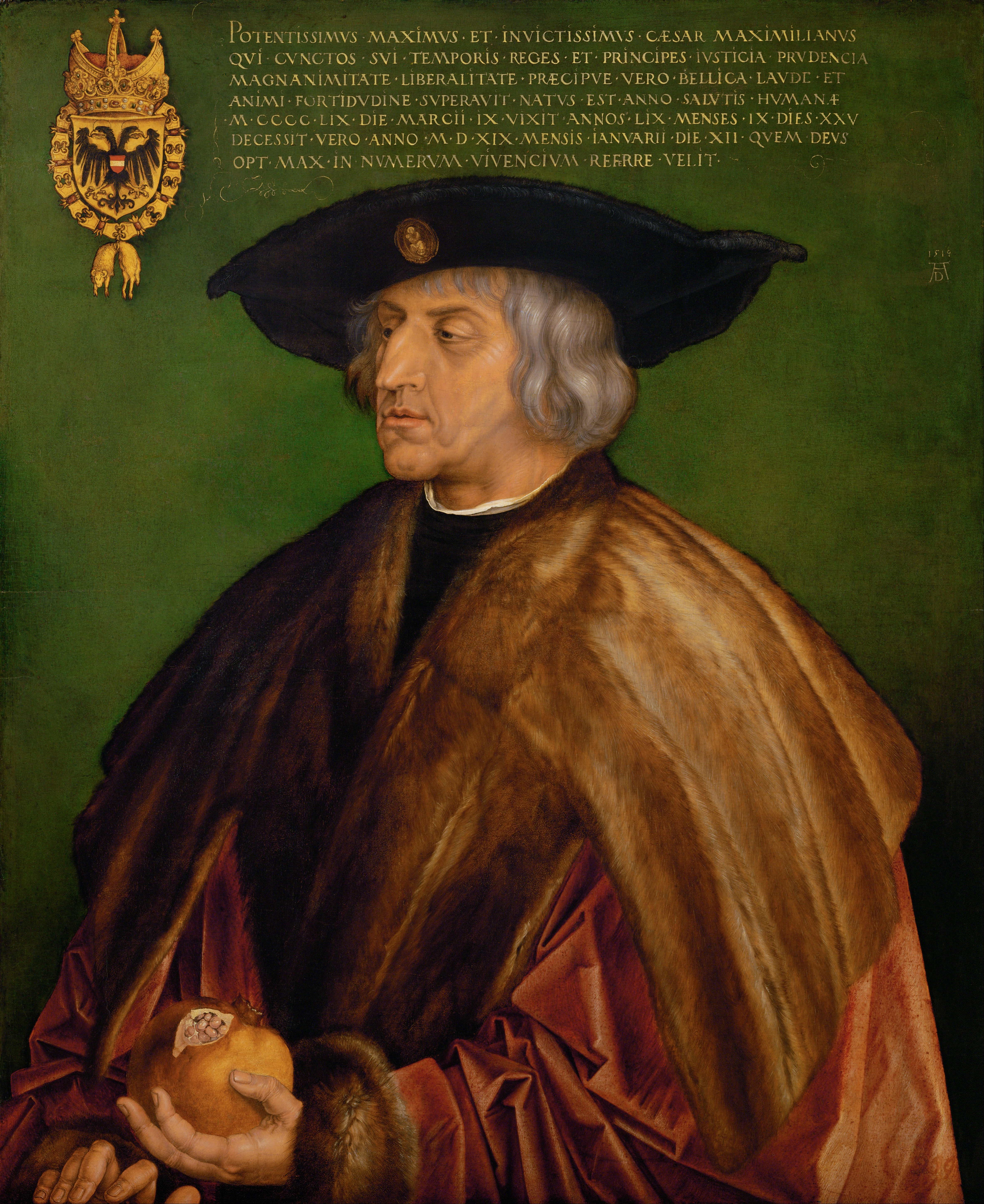
Maximilien Ier, Albrecht Dürer, 1519, peinture sur bois, KHM, Vienne.

Se laisser flatter est une « erreur » et le prince ne doit pas « se laisser corrompre par cette peste » ; mais il ne doit pas non plus abolir dans tout le peuple l'hypocrisie, car « si toute personne peut dire librement à un prince ce qu’elle croit vrai, il cesse bientôt d’être respecté ». La solution est de ne choisir que quelques conseillers qui répondront franchement aux questions du prince ; Machiavel souligne qu'ils ne s'exprimeront que sur demande et que ce ne seront pas eux qui prendront les décisions, mais bien le prince après avoir entendu la vérité. La forme du groupe de conseillers permet au prince de consulter des opinions différentes, et donc de prendre la bonne décision ; ne pas entendre tout le monde, ni n'importe quand, lui permet de ne pas sans cesse changer d'avis. L'empereur Maximilien est érigé en contre-exemple : ne prenant pas de conseils, il est toujours confronté après ses décisions à des oppositions qui le font changer d'avis plusieurs fois, l'empêchant de suivre une volonté politique claire.
On ne doit pas considérer la sagesse du conseiller comme écran devant l'ignorance du prince : le prince bien conseillé est toujours un prince sage (cf. chap. 22) ; car un prince médiocre peut avoir pris au hasard un bon ministre, mais celui-ci profitera de sa faiblesse pour se retourner contre lui ; et s'il prend plusieurs ministres, il ne saura concilier leurs divergences. « En un mot, les bons conseils, de quelque part qu’ils viennent, sont le fruit de la sagesse du prince. »

### XXIV. Pourquoi les princes d’Italie ont perdu leurs États
Cur Italiae principes regnum amiserunt
Le pouvoir du prince nouveau qui agit en suivant les préceptes de Machiavel vaut celui du prince héréditaire, et le dépasse même, car le peuple est plus touché des bienfaits récents que des bienfaits anciens, et car ce prince ne devra rien qu'à lui-même. Si malgré l'observance de ces préceptes certains princes d'Italie, comme le roi de Naples ou le duc de Milan, ont été déchus, c'est soit par leur mauvaise gestion militaire (cf. chap. 12-14), soit qu'ils n'ont pas su s'attacher le peuple ou s'assurer les grands. Au contraire, Philippe V de Macédoine, grâce à son talent de capitaine et au soutien de son peuple, résista aux Romains plusieurs années et conserva son royaume lors de la défaite. Ainsi, les princes déchus d'Italie ne doivent s'en prendre qu'à eux-mêmes, eux qui « durant le calme, ne s’inquiètent point de la tempête », puis, pris au dépourvu par l'adversité, se laissent tomber en espérant qu'on les relève ; mais, quand bien même on les relèverait, ils seraient redevables et donc en mauvaise posture : car « il n’y a pour un prince de défense bonne, certaine, et durable, que celle qui dépend de lui-même et de sa propre valeur ».

### XXV. Combien, dans les choses humaines, la fortune a de pouvoir, et comment on peut y résister
Quantum fortuna in rebus humanis possit, et quomodo illi sit occurrendum
Certains grands événements imprévisibles ne dépendent pas de nous. « Néanmoins, ne pouvant admettre que notre libre arbitre soit réduit à rien, j’imagine qu’il peut être vrai que la fortune dispose de la moitié de nos actions, mais qu’elle en laisse à peu près l’autre moitié en notre pouvoir. » La fortune est comme un fleuve qui, lorsqu'il déborde, balaye toutes les résistances sur son passage, à moins que des digues n'aient été construites à l'avance. Ainsi la fortune « montre surtout son pouvoir là où aucune résistance n’a été préparée, et porte ses fureurs là où elle sait qu’il n’y a point d’obstacle disposé pour l’arrêter ». Dans cette analogie, l'Italie est « une vaste campagne qui n’est garantie par aucune sorte de défense », contrairement à l'Allemagne, l'Espagne ou la France.
Machiavel analyse ensuite plus précisément le lien du prince à la fortune : s'il s'en remet à elle, il tombera avec elle ; sinon, il peut être circonspect ou impétueux, patient ou non, employer la violence ou l'artifice. Des princes de caractères différents, par exemple l'un circonspect, l'autre impétueux, peuvent tous deux réussir, parce qu'ils sont d'époques différentes et que « ce qui est bien ne l’est pas toujours ». Ainsi, le prince patient et circonspect ne prospérera que si les circonstances ne changent pas, alors que l'impétueux au contraire sait changer avec les circonstances. Ainsi, contre l'avis de Venise, de l'Espagne et de la France, Jules II attaqua Bologne : son initiative figea Venise effrayée et l'Espagne intéressée, et obtint le soutien du roi de France. Cependant, ce pape aurait « probablement essuyé [des revers] s’il était survenu dans un temps où il eût fallu se conduire avec circonspection ; car il n’aurait jamais pu se départir du système de violence auquel ne le portait que trop son caractère ».
Ainsi le prince circonspect est heureux dans une période stable, le prince impétueux dans une période changeante, et à cause de leur obstination ils sont tous deux malheureux dans le passage de l'un à l'autre ; cependant Machiavel recommande l'impétuosité, « car la fortune est femme : pour la tenir soumise, il faut la traiter avec rudesse ; elle cède plutôt aux hommes qui usent de violence qu’à ceux qui agissent froidement : aussi est-elle toujours amie des jeunes gens, qui sont moins réservés, plus emportés, et qui commandent avec plus d’audace ».

### XXVI. Exhortation à délivrer l’Italie des barbares
Exhortatio ad capessendam Italiam in libertatemque a barbaris vindicandam

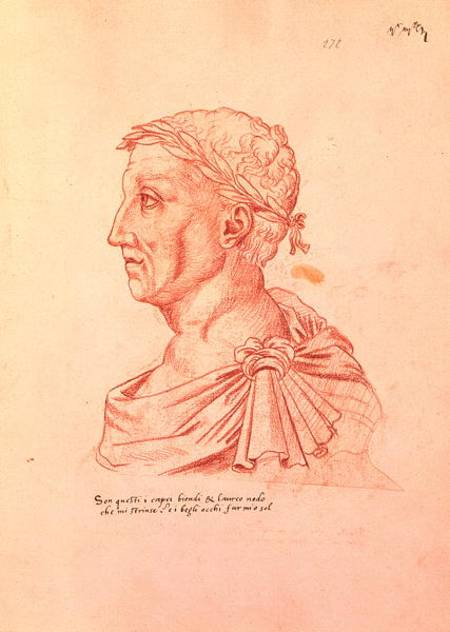
Pétrarque (sanguine de Jacques Le Boucq).

Les circonstances sont réunies pour qu'un prince unifie l'Italie : il fallait qu'elle fût malheureuse pour apprécier la valeur d'un nouveau prince (cf. chap. 6), il fallait qu'elle fût « sans chefs, sans institutions, battue, déchirée, envahie, et accablée de toute espèce de désastres » pour que « quelque génie pût s'illustrer ». César Borgia a failli être cet homme ; c'est maintenant Laurent de Médicis, auquel Machiavel s'adresse, qui doit répondre aux espoirs de l'Italie, ce qui sera facile en suivant les exemples donnés par l'ouvrage, et juste car « la guerre est toujours juste lorsqu’elle est nécessaire, et les armes sont sacrées lorsqu’elles sont l’unique ressource des opprimés ».
La faiblesse militaire de l'Italie, qui a empêché toute unification précédente et toute victoire sur une armée étrangère, n'est pas due au peu de courage des soldats italiens, qui au contraire est très grand, mais à la faiblesse et l'insubordination des chefs. Laurent de Médicis doit donc « se pourvoir de forces nationales » qui vaincront les étrangers, même les infanteries suisse et espagnole qui ont leurs défauts que l'armée italienne n'aura pas. Machiavel continue avec une exhortation rhétorique et finit en citant Pétrarque :

« La vertu prendra les armes

Contre la fureur et tôt la vaincra

Car la valeur ancienne n'est pas morte

Dans les cœurs italiens »

## Signification

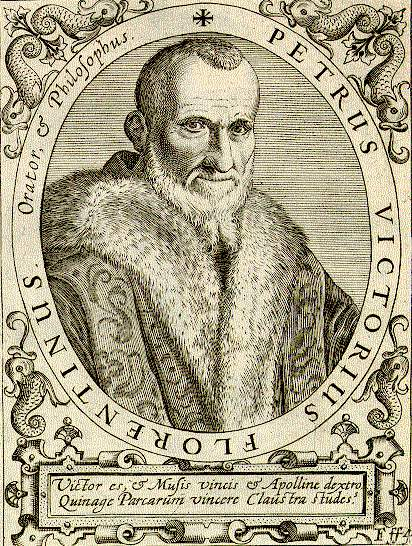
Piero Vettori.

Contrairement à la plupart des traités traditionnellement destinés à l'édification morale du chef d'État, supposés l'encourager à l'usage vertueux et juste du pouvoir, Machiavel pose rapidement qu'il n'y a pas de pouvoir vertueux s'il n'y a pas de pouvoir effectif. Aussi la question fondamentale posée par Le Prince n'est pas « comment bien user du pouvoir selon les vertus morales et chrétiennes ? » mais « comment obtenir le pouvoir et le conserver ? »
Il ne s'agit pas de se référer à des valeurs morales transcendantes comme le faisait Platon dans La République, ni de poursuivre une utopie. La politique doit s'exercer en tenant compte des réalités concrètes, ce qui fait nécessairement passer la morale au second plan, et d'une marge de liberté entre la contingence de l'histoire (la fortuna) et le caractère cyclique et éternel de celle-ci.
Plutôt que de partir de ce qui devrait idéalement être, Machiavel se propose de partir de la « vérité effective » des choses. Or, en politique, celle-ci concerne avant tout le conflit entre les hommes et la nécessité de réguler par les moyens les plus efficaces leurs relations. Parmi ces moyens, la crainte qu'inspire le prince, par le déploiement de sa puissance, est un des plus adéquats. Celui-ci devra donc s'employer au premier chef à acquérir tous les moyens militaires, économiques et juridiques qui garantiront sa force. Il ne devra pas non plus hésiter à punir sévèrement ceux qui contestent son autorité, de préférence en s'employant à marquer les imaginations (tortures publiques par exemple), tout en se gardant d'être trop craint de tous, afin de ne pas s'attirer de haines trop dangereuses pour la stabilité de son pouvoir. Ainsi l'ordre sera préservé dans la cité et il lui rendra un bien meilleur service que si, par faiblesse ou « tolérance », il laissait s'installer la contestation et le désordre. De la sorte, il parviendra à être aussi bien craint qu'aimé pour ses qualités de chef. Dans une lettre à Piero Vettori du 16 avril 1527, Machiavel écrit ainsi :

« Moi […] j’aime plus ma patrie que mon âme ; et je vous dis ça après l’expérience de ces soixante ans passés, pendant lesquels on a travaillé les questions les plus difficiles, où la paix est nécessaire mais où l’on ne peut pas abandonner la guerre, et avoir sous la main un prince qui, avec difficulté, peut accomplir seulement l’une ou l'autre. »

La « vertu » ou plutôt « l’habileté, l’énergie » du prince, ce que Machiavel désigne par virtù, n'est donc pas morale mais politique : c'est l'aptitude à conserver le pouvoir et à affronter les contingences de l'histoire (la fortuna) en sachant doser la crainte et l'amour qu'il peut inspirer de façon à maintenir l'ordre et l'unité de sa cité. L'originalité de la pensée de Machiavel est cependant de ne pas conseiller pour autant au prince de mépriser toute forme de moralité : pour s'assurer le soutien et l'appui de la population, le prince devra respecter publiquement, au moins en apparence, les règles de morale admises par son peuple. Peu importe qu'en privé, il méprise ces règles, et de fait il devra souvent aller contre la morale dans ses actions politiques secrètes, par exemple ne pas hésiter à trahir sa propre parole si c'est un moyen de conserver le pouvoir, mais publiquement il devra toujours être capable de « donner le change » afin que son peuple ne se retourne pas contre lui.
Enfin, un autre point important réside dans la division de la cité en deux humeurs antagonistes, celle du peuple et celle des grands. Or, Machiavel préconise au prince de s'appuyer sur le peuple plutôt que sur les grands afin de conserver son pouvoir, ce qui a été l'un des motifs permettant à un certain nombre d'auteurs (Rousseau ou, plus près de nous, Philip Pettit), de le classer parmi les républicains.

## Regards sur l’œuvre

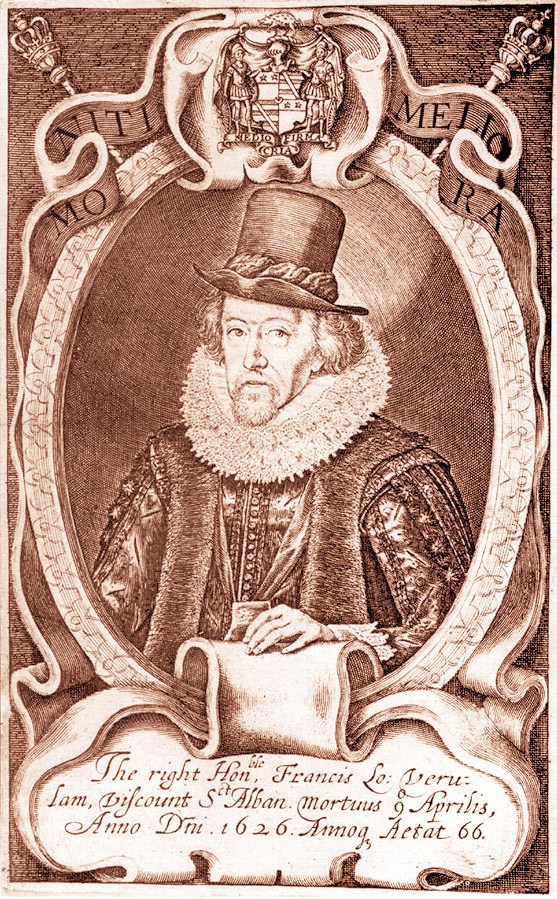
Francis Bacon.

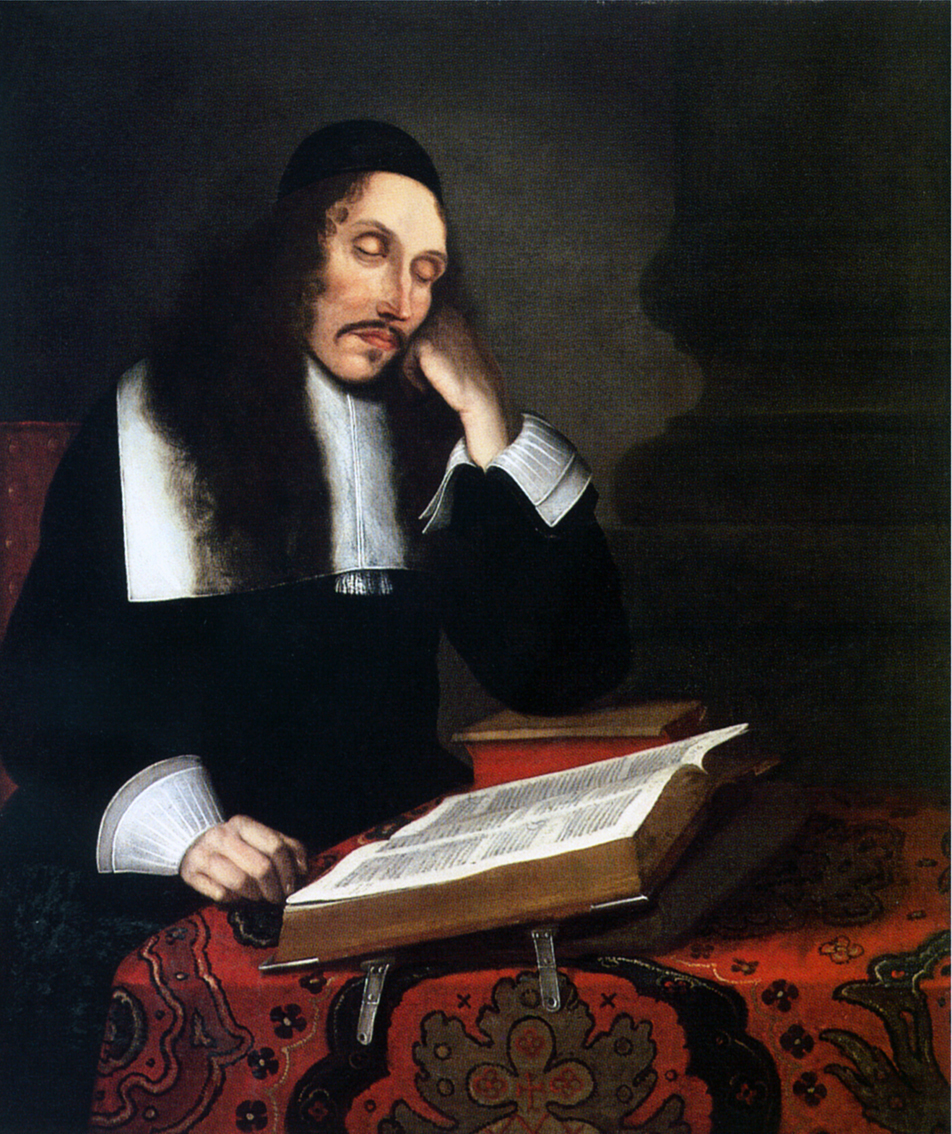
Portrait de Baruch Spinoza par Franz Wulfhagen (1664, coll. priv.)

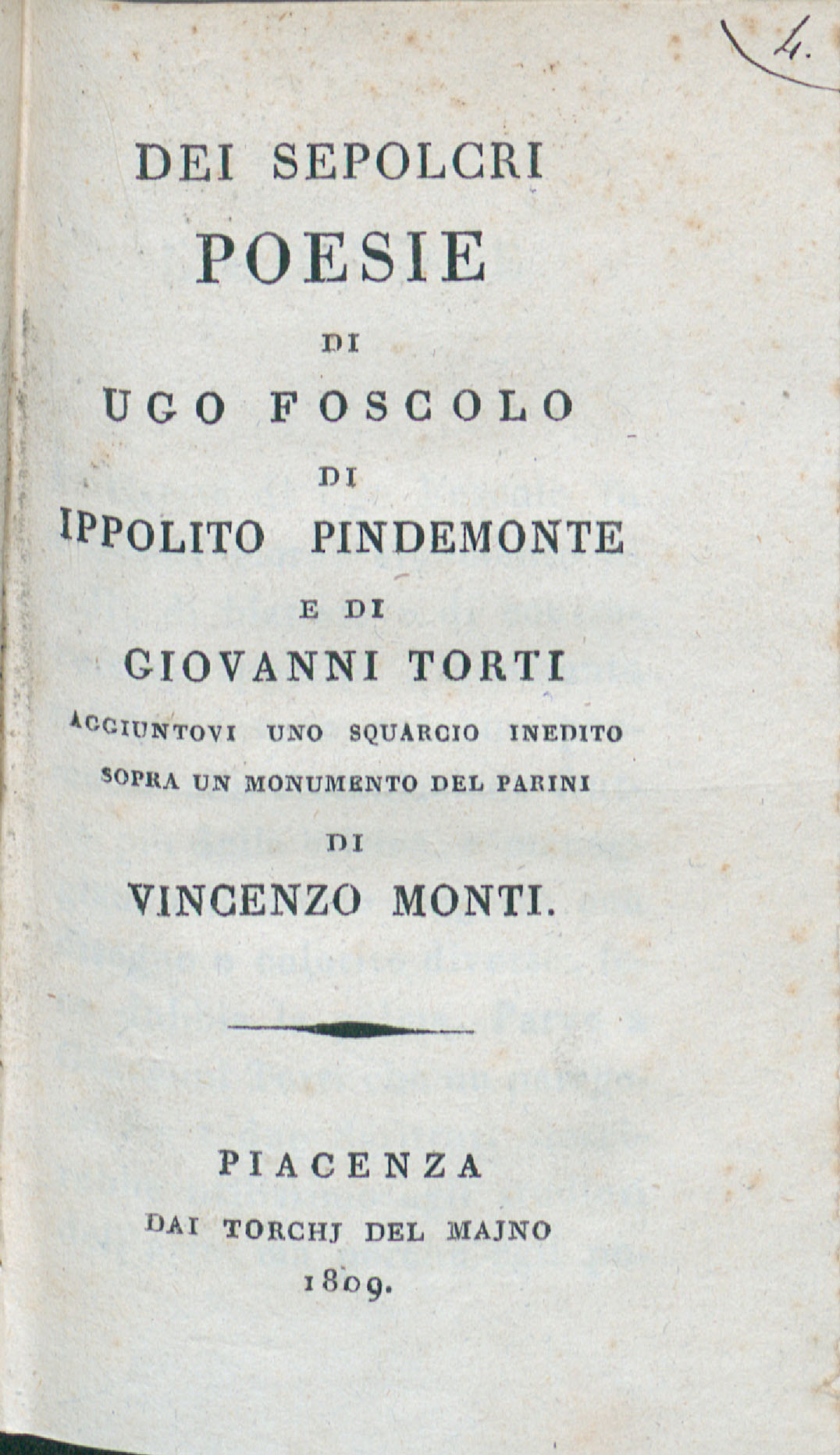
Dei sepolcri, 1809

À partir de sa publication en 1532, l’œuvre connaît un succès important : une quinzaine d’éditions seraient en circulation après une vingtaine d’années, alors que les premières traductions françaises paraissent dès 1553. Dédiée à un cardinal, elle pouvait sembler être relativement inoffensive.
Mais, elle suscite rapidement des critiques, notamment pour son absence de considérations morales, qui se heurte aux principes religieux. Dans son Apologia ad Carolum V Caesarem (Apologie à l'empereur Charles-Quint, 1552), Reginald Pole, cardinal archevêque de Cantorbéry, fait une condamnation sans appel du livre de Machiavel, au sujet duquel il écrit : « Je trouve que ce genre d'ouvrage est l'œuvre d'ennemis du genre humain. Il explique par le menu comment la religion, la justice et tout penchant à la vertu peuvent être anéantis ». Cet ouvrage lui avait été signalé par Thomas Cromwell. Le 30 décembre 1559, l’ouvrage est mis à l’Index dans le premier catalogue des livres interdits, Le Prince est censuré en Italie à partir de 1564.
Dès 1576, Innocent Gentillet, homme de lettres français et huguenot, publie son Discours sur les moyens de bien gouverner, plus connu par son sous-titre, Anti-Machiavel. Les préceptes de Machiavel, selon lui, appliqués dans le royaume de France, sont responsables du passage d'un ancien royaume, prospère et pacifique, à une tyrannie déchirée par les guerres de religion :

« La différence du gouvernement ancien (qui suivait les traces, façons et coutumes de nos ancêtres) avec le moderne, fondé sur la doctrine de Machiavel, se voit par les effets qui en sortent. Car par le gouvernement ancien et français, le royaume était maintenu en paix et tranquillité sous ses anciennes lois, sans guerre civile, florissant et jouissant du libre commerce ; et les sujets conservaient la jouissance de leurs biens, états, franchises et libertés. Mais maintenant, par le gouvernement italien et moderne les bonnes et anciennes lois du royaume sont abolies, les guerres cruelles sont entretenues en France, les paix toujours rompues, le peuple ruiné et mangé, le commerce anéanti. »

S’attaquant au succès des livres de Machiavel devenus en France « aussi familiers et ordinaires entre les mains des courtisans que le bréviaire dans celles d'un curé de village », il qualifie d'« Italiens ou Italianisés » les dirigeants du royaume, faisant allusion à la fois à Machiavel et à la maison des Médicis. Il n'hésite pas à qualifier Machiavel d'« horrible blasphémateur et méchant ».
Montaigne, qui dans ses Essais prend le débat entre Machiavel et Gentillet comme exemple de controverse sans fin, où à chaque argument peuvent être fournies « réponses, dupliques, répliques, tripliques, quadrupliques », cite aussi le Prince comme livre de chevet des grands de son époque. Cependant, il réfute Machiavel lorsque ce dernier affirme que le prince ne doit pas tenir ses promesses, non en termes moraux, mais politiques, avançant que si le prince ne tient pas ses promesses, il perdra la confiance de ses partenaires et donc son influence sur eux ; l’humaniste français est donc intéressé par l'œuvre de l'homme politique florentin, et on peut retrouver chez lui un esprit machiavélien, notamment dans une vision d'un réel mouvant et en perpétuelle mutation.
En 1605, Francis Bacon cite plusieurs fois Machiavel dans son traité Du progrès et de la promotion des savoirs, affirmant notamment que le mérite du Prince est qu'il fait voir clair dans le jeu des tyrans, permettant ainsi de s'y opposer :

« Car il en est de même que la fable du basilic — s'il vous voit le premier, vous en mourrez ; mais si vous le voyez d'abord, c'est lui qui meurt —, pour les tromperies et les artifices, qui perdent vie s'ils sont découverts les premiers ; mais s'ils agissent d'abord, ils sont dangereux. Ainsi nous sommes très redevables à Machiavel et à d'autres, qui ont écrit ce que les hommes font, et non ce qu'ils doivent faire. »

Au cours du XVIIe siècle et malgré l'anathème qui pèse sur Machiavel, le Prince semble trouver résonance dans la philosophie rationaliste. Ainsi Descartes sort de son silence sur la politique pour commenter l'ouvrage dans une lettre à la princesse Élisabeth ; même quand il réfute l'ouvrage, il en accepte le principe et ses arguments sont politiques plutôt que religieux ; il répond ainsi à Machiavel qui prône de ne pas tenir ses promesses :

« Pour ce qui regarde les alliés, un prince leur doit tenir exactement sa parole, même lorsque cela lui est préjudiciable ; car il ne le saurait être tant, que la réputation de ne manquer point à faire ce qu'il a promis lui est utile ; et il ne peut acquérir cette réputation que par de telles occasions, où il y va pour lui de quelque perte ; mais en celles qui le ruineraient tout à fait, le droit des gens le dispense de sa promesse. »

Spinoza aussi évoque le Prince dans son Traité politique, qualifiant son auteur d'« homme sage », ce qui est de grand poids, la sagesse constituant dans le lexique de l‘Éthique le moment culminant de la perfection humaine. Le philosophe hollandais se pose la question du but de Machiavel : « De quels moyens un Prince omnipotent, dirigé par son appétit de domination, doit user pour établir et maintenir son pouvoir, le très pénétrant Machiavel l'a montré abondamment ; mais, quant à la fin qu'il a visée, elle n'apparaît pas très clairement. » Spinoza émet des conjectures sur cette visée : mettre en garde le peuple de ne pas exciter la cruauté du tyran, ou montrer les méfaits du régime monarchique.
Cette dernière supposition, selon laquelle le Prince serait un livre républicain, est controversée au siècle des Lumières.
Frédéric II de Prusse publie en 1740 un Anti-Machiavel, rédigé en français puis corrigé et édité par son ami Voltaire. Frédéric associe lui-même Spinoza et le Prince, et il rejette la conjecture de celui-ci sur celui-là, affirmant qu'il s'adresse bien aux princes et leur propose de faire le mal.
L'ouvrage, dont les chapitres coïncident avec ceux du Prince, est construit comme une réfutation systématique, réfutation qui a un fondement moral, Frédéric parlant de « l'effronterie avec laquelle ce politique abominable enseigne les crimes les plus affreux » et attribuant au prince une responsabilité éthique, et à la fois politique. Ainsi, dans sa réfutation du chapitre « Comment on doit gouverner les États ou principautés qui, avant la conquête, vivaient sous leurs propres lois » qu'il exècre particulièrement, Frédéric commence par rejeter moralement l'asservissement d'un peuple libre, puis montre son inutilité stratégique, puisqu'une fois que le prince a saccagé le pays pour s'assurer de sa fidélité, sa conquête ne lui sert plus de rien.
C'est au contraire le parti de Bacon que reprend Diderot en 1755 dans l’article « Machiavélisme » de l’Encyclopédie :

« Lorsque Machiavel écrivit son traité du prince, c’est comme s’il eût dit à ses concitoyens, lisez bien cet ouvrage. Si vous acceptez jamais un maître, il sera tel que je vous le peins : voilà la bête féroce à laquelle vous vous abandonnerez. »

De même, en 1762, Rousseau cite dans le Contrat social Machiavel comme celui qui a montré l'intérêt des princes à opprimer le peuple,. Il en déduit qu'« en feignant de donner des leçons aux Rois il en a donné de grandes aux peuples. Le Prince de Machiavel est le livre des républicains. » Plus tôt, c'est Montesquieu qui est inspiré par Machiavel, surtout des Discours mais aussi du Prince dont il avait trois éditions ; au-delà des quelques allusions directes, on peut voir un lien plus profond entre la pensée des deux philosophes, une attitude commune vis-à-vis de la politique et un même refus des préjugés.
Dès le début du XIXe siècle, alors que les éditions du Prince se multiplient, l'ouvrage est considéré avec un nouveau regard qui ne lui suppose plus de sens caché. Ainsi, en 1807, Ugo Foscolo célèbre Machiavel dans son poème Sepulcri, en insistant sur le message patriotique du Prince dans le contexte du Risorgimento italien,. Dans la même optique d'une unification nationale contre l'envahisseur napoléonien, le philosophe allemand Fichte publie la même année un essai Sur Machiavel écrivain et sur des passages de ses œuvres, où, se référant à Machiavel et le traduisant, il prend l'attitude d'un Machiavel du royaume de Prusse qu'il veut voir résister à Napoléon et unifier l'Allemagne. Durant cette période, Alexis de Tocqueville émit lui aussi un avis peu favorable sur l'œuvre du philosophe italien. Dans une lettre à Louis Kergorlay, datée du 5 août 1836, il s'exprime en ces termes : "Machiavel est le grand-père de M. Thiers. C'est tout dire." Il considérait sa conception de la politique comme amorale et cynique.
Hegel introduit un nouveau point de vue : Le Prince serait une prise de conscience de la nécessité historique de l'époque. Dans son essai Sur la constitution allemande, après avoir remarqué les similitudes entre l'Allemagne qu'il connaît et l'Italie de Machiavel, il condamne l'« étroitesse de vue » de ceux qui ont condamné le Prince comme un manifeste de la tyrannie, réfute l'interprétation du Prince comme portant un sens républicain caché, clame la justesse de l'ouvrage comme réponse à un contexte historique donné et conclut son développement sur cet ouvrage en affirmant : « L'œuvre de Machiavel demeure le grand témoignage rendu par lui à son temps et à sa propre foi, que le destin d'un peuple courant à sa perte peut être sauvé par un génie ». Il confirme son jugement dans ses Leçons sur la philosophie de l'histoire où il considère la « mauvaise foi irréductible et la parfaite abjection » des seigneurs féodaux italiens et la nécessité de l'instauration de l'État unifié comme justification éthique des crimes que suggère le Prince. Antonio Gramsci, chef communiste italien du vingtième siècle, voit aussi Machiavel comme un penseur des exigences de l'histoire et il se réfère à lui pour élaborer sa conception du parti communiste comme « Prince moderne ». Louis Althusser, dont Machiavel fut une source d'inspiration importante, fait suite à ces analyses.